# The Quarry Men
The Quarry Men, también conocida como The Quarrymen y anteriormente The Blackjacks es una banda británica de skiffle y rock and roll, formada en la ciudad de Liverpool en 1956 por John Lennon, que evolucionó hasta transformarse en The Beatles.
En 1997 varios de sus miembros históricos se reunieron bajo el nombre original y permanecieron activos desde entonces.
Fue creada y liderada por John Lennon, cuando era aún un adolescente, y luego se sumaron otros dos futuros miembros de Los Beatles, Paul McCartney y George Harrison.
La banda tomó su nombre de la escuela Quarry Bank High School (renombrada luego Calderstones School), debido a que Lennon y varios de sus miembros fundadores eran alumnos del colegio.
Formó parte de la llamada «locura del skiffle» (skiffle craze), y el surgimiento del rock and roll británico, e integró el movimiento beat, también llamado «merseybeat», que caracterizó a Liverpool y su área de su influencia.
El 6 de julio de 1957, durante una presentación de The Quarry Men en la iglesia de San Pedro de Woolton, se conocieron Lennon y McCartney y este último pasó a integrar la banda, lo que dio origen a uno de los dúos creativos más famosos de la historia de la música. Poco después, McCartney logró que George Harrison ingresara también a la banda, pese a las objeciones iniciales de Lennon debido a la escasa edad de Harrison.
The Quarry Men grabó un disco simple con las canciones «That'll Be the Day» (de Buddy Holly) e «In Spite of All the Danger» (de Harrison y McCartney).
Luego de que Stuart Sutcliffe se uniera al grupo, a comienzos de 1960, se inició un proceso de cambio de nombres: se sucedieron
The Beetles,
The Silver Beetles,
The Beatals,
The Silver Beets,
The Silver Beatles,
Long John and the Silver Beetles,
hasta decantar en
The Beatles en agosto de 1960, en el momento preciso que realizaron el primer viaje hacia Hamburgo.

## La locura del skiffle
En la segunda mitad de la década de 1950, los adolescentes británicos se volcaron masivamente a un cierto tipo de música de raíces afroestadounidenses, que tomó el nombre de skiffle, dando lugar a un fenómeno social que excedió lo musical y es conocido como la «locura del skiffle» (skiffle craze).
Su gran atractivo se debía en parte a que no se requerían grandes habilidades musicales o comprar instrumentos demasiado costosos para interpretarlo.
El boom del skiffle estalló a comienzos de 1956, a raíz del éxito alcanzado por la canción «Rock Island Line», cantada por el británico Lonnie Donegan, el Rey del Skiffle.
Donegan irrumpió con una especie de "rock and roll sin electricidad", completamente diferente a la música que escuchaban los padres y madres de la generación de niños nacidos durante la guerra. La guitarra, un instrumento casi desconocido en la música británica hasta ese momento, fue adoptada masivamente por la nueva generación. Decenas de miles de bandas adolescentes de skiffle se fundaron en Gran Bretaña ese año. Entre ellas se encontraba la banda que el joven John Lennon, con 16 años, formó en la segunda mitad de 1956 en Liverpool, con sus compañeros de colegio: The Quarry Men. Las bandas juveniles de Liverpool, por su parte, comenzaban también a dar forma a un estilo de música peculiar, con mucho acento en el ritmo, que adoptaría la denominación de música beat o merseybeat.

## Fundación
En la segunda mitad de 1956, posiblemente cerca de septiembre, John Lennon tomó la iniciativa para crear una banda de skiffle integrada por sus amigos y compañeros del Colegio Quarry Banks. La idea se la sugirió Geoff Lee, compañero de banco de Lennon, que pensaba que John tenía una buena voz.

Todo empezó con Lonnie Donegan. Él llegó con «Rock Island Line» y fue la inspiración para The Quarrymen, porque cualquiera podía tocar música skiffle, solo necesitabas guitarras, una tabla de lavar, tambores y un bajo de cofre de té (tea-chest  for a bass)... Y después vinieron Elvis y Buddy Holly.
Nigel Walley

Lennon recurrió antes que nada a su íntimo amigo Pete Shotton. El historiador Bob Spitz relata ese momento del siguiente modo:

Había pocas cosas que Pete Shotton ponía antes que su mejor amigo, pero cuando John lo invitó a unirse a una banda de skiffle, se sintió estupefacto. Estaban cruzando el parque que estaba en frente al Colegio Quarry Bank, rumiando sobre alguna trivialidad musical, cuando John lo confrontó con eso, del mismo modo que le preguntó sobre la clase de danza. "¿Empezamos entonces con la banda, Pete?", preguntó evasivo. Shotton, que no tenía un ápice de habilidad musical, pensó que John lo estaba cargando. Maldijo y chasqueó los dedos, "¡No vale la pena!". Pero un gesto de rechazo en la cara de John le indicó a Pete que había entendido mal. Riendo para recuperar la buena onda, Shotton dijo "No seas tonto, yo no puedo tocar nada". Eso era todo lo que se necesitaba para revivir a John. Instantáneamente la fantasía fue reformulada. "No importa", dijo John infundiendo coraje. "Puedes conseguir un cofre de té o una tabla de lavar y ya tienes algo para tocar. Vamos a cantar nuestras canciones, como en el Bank. ¿Podemos divertirnos, no? ¡Divirtámonos!".

Lennon y Shotton eran amigos desde muy niños. Vivían en casas opuestas en la misma manzana; fueron a la misma escuela primaria y al mismo colegio secundario. Compartían un espíritu rebelde y un sentido del humor que más de una vez les valió ser castigados y humillados con golpes de vara en la escuela (práctica promovida por la educación británica de la época), siendo conocidos por los maestros como "Shennon and Lotton", o "Lotton and Shennon".
Para entonces, como decenas de miles de adolescentes influidos por el skiffle que estalló ese año, Lennon ya sentía la pasión por la guitarra y había empezado a recibir instrucciones de su madre, Julia, sobre cómo tocar el banjo.
Shotton se haría cargo del ritmo que aportaba la tabla de lavar tocada con dedales, aunque no sentía como John la pasión por interpretar música.
Los demás integrantes de la banda surgieron naturalmente de la pandilla que lideraba John Lennon, principalmente compañeros del Quarry Bank High School (renombrada luego Calderstones School): Ivan Vaughan, Rod Davis, Nigel Walley, Eric Griffiths, Len Garry y Bill Smith. Sus nociones musicales eran escasas o nulas, pero precisamente la naturaleza del skiffle consistía en hacer música sin necesidad de conocimientos musicales. Smith faltaba mucho a los ensayos y decidió dejar la banda, siendo reemplazado por Len Garry, quien también tocaba el bajo de cofre de té. Cuando él no estaba disponible, Ivan Vaughan tomaba su lugar. Pocos días después, Griffiths trajo a la banda a Colin Hanton, quien poseía una batería, algo completamente inusual entre los adolescentes de Liverpool de entonces. Hanton trabajaba como empleado en una tapicería, y solía viajar en el mismo autobús que Griffiths para ir a la escuela. Hanton le dijo que sabía tocar la batería y que poseía dicho instrumento en su casa, pero admitía ser solo un principiante, por lo que Griffiths decidió ir a su casa a verlo tocar. Griffiths lo invitó a unirse a The Quarrymen porque encontrar un baterista era una gran ventaja para cualquier banda de Liverpool.
Los miembros de la banda decantaron y la primera formación estable estuvo integrada del siguiente modo, con Nigel Walley como representante:
- John Lennon (guitarra y primera voz)
- Eric Griffiths (guitarra)
- Pete Shotton (tabla de lavar)
- Len Garry (bajo de cofre de té - tea-chest bass)
- Colin Hanton (batería)
- Rod Davis (banjo)

## Nombre

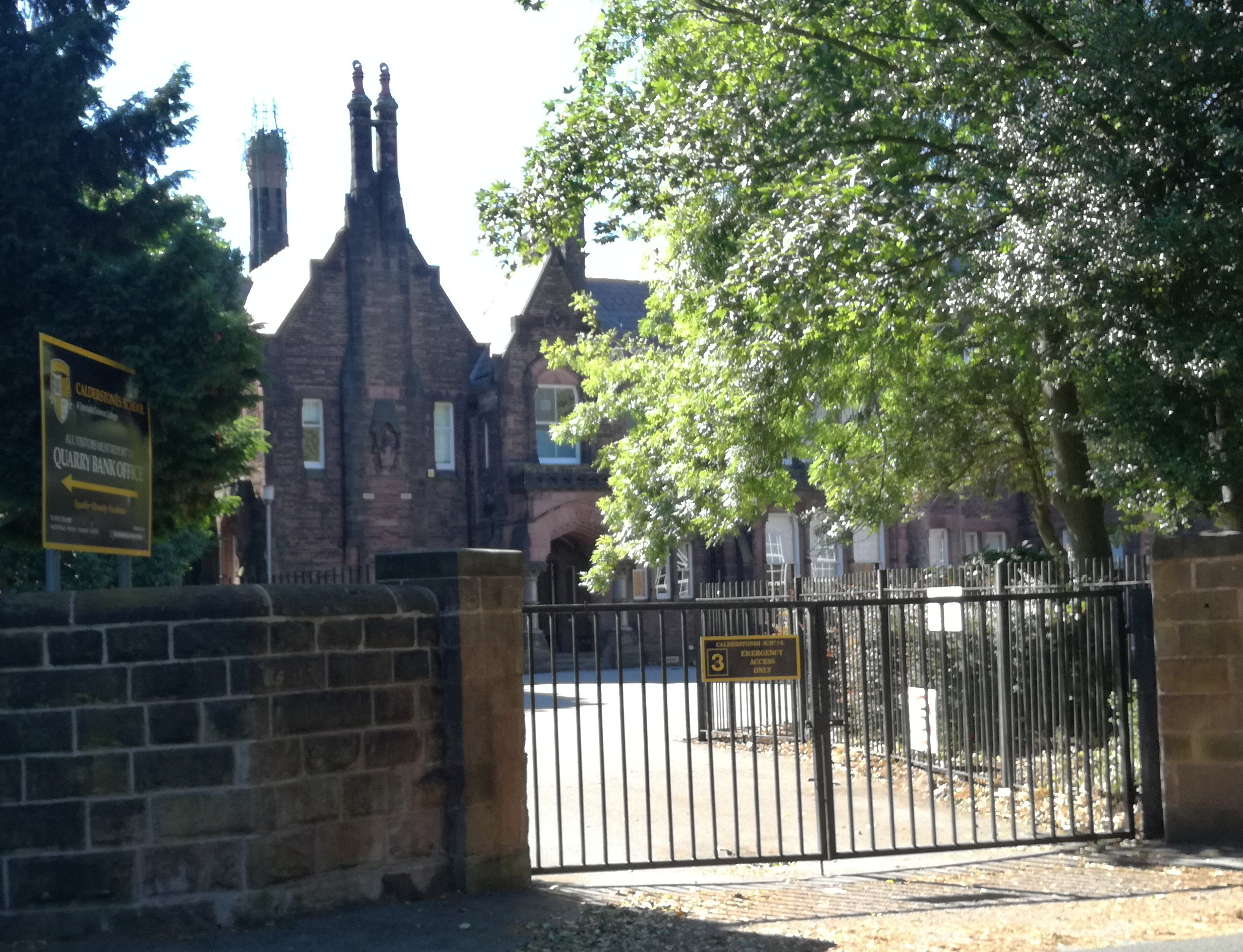
Edificio del Quarry Bank High School, donde asistían John Lennon y varios miembros de los Quarrymen, de donde la banda tomó su nombre.

La banda adoptó el nombre de The Quarry Men (Hombres del Quarry), debido a que la mayoría eran alumnos del Quarry Bank High School (actualmente llamado Calderstones School), que se encuentra en el suburbio de Allerton, frente al Parque Calderstones. El himno del colegio que cantaban cada día, tenía una estrofa que decía:

Quarrymen old before our birth
Straining each muscle and sinew…
Hombres de la cantera desde antes de nacer
tensando cada músculo y tendón...

John Lennon y sus amigos consideraban que se trataba de una frase pomposa y el propio John bromeada al respecto, diciendo que él no iba a tensar un solo músculo, ni siquiera un tendón, si de él dependía. El nombre de la banda adquiría así un sentido humorístico, de burla hacia el colegio.
La manera de escribir el nombre de la banda fue "The Quarry Men", con tres palabras. Así fue escrito en el bombo de la batería de Colin Hanton y en la caja del bajo de cofre de té de Len Garry; y así lo escribían en los carteles que publicitaban las actuaciones y en la tarjeta de presentación como representante de Nigel Walley. De todos modos, en algunas ocasiones el nombre era escrito con solo dos palabras, como "The Quarrymen", tal como también estaba escrito en el himno de la escuela. En la segunda etapa de la banda, luego de la reunificación de 1997, la banda ha preferido esta última versión. La diferencia no es menor, porque la palabra "quarry", en inglés significa "cantera" o "mina", pero el nombre de la banda está tomado del colegio "Quarry Bank", es decir un equivalente a "Banco Minero". Por lo tanto la expresión "Quarry Men" (Hombres del Quarry), alude al colegio, mientras la expresión "Quarrymen" significa "cantereros" o "mineros".
Algunos investigadores han dicho también que la banda inicialmente se llamó Blackjacks, que habría durado unos pocos días. El hecho es incierto. Ninguno de los miembros originales del grupo recuerda que ese nombre haya existido, con excepción de Rod Davis, quien ha dicho que tiene una vaga memoria de haber usado ese nombre. De todos modos hay coincidencia en todos los protagonistas sobre el hecho que, aun cuando ese nombre pueda haber circulado en los primeros días, la banda nunca actuó públicamente bajo el mismo.

## Primeros meses

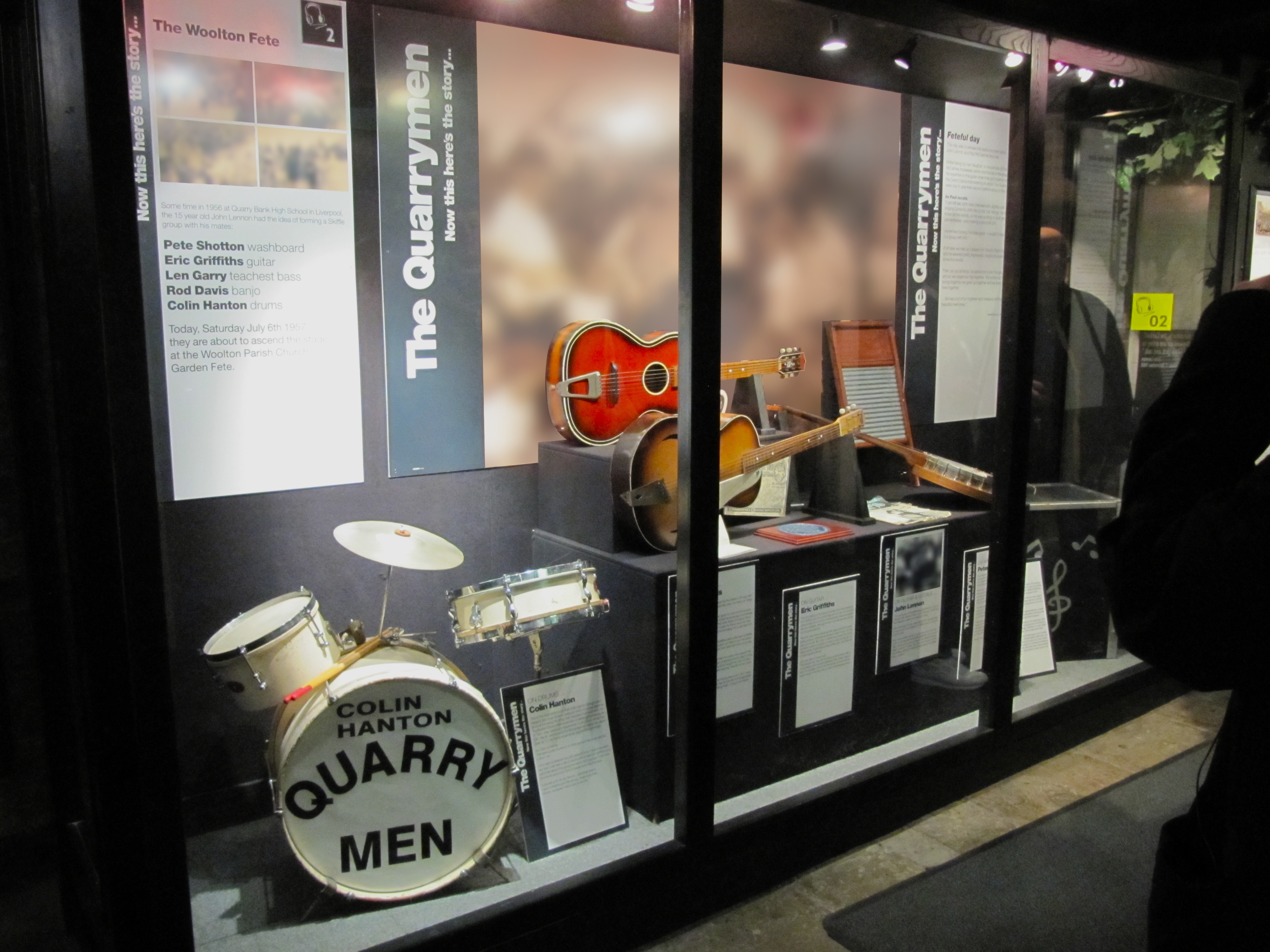
Instrumentos de The Quarry Men en el Museo de Los Beatles en Liverpool: batería, dos guitarras, banjo, tabla de lavar y bajo de cofre de té.

Los Quarry Men se reunían a ensayar todos los sábados. El primer ensayo se hizo en la casa de Pete Shotton, pero la madre los echó debido al ruido. Los ensayos continuaron principalmente en la casa de Griffiths, cuya madre trabajaba todo el día y cuyo padre había muerto en la Segunda Guerra Mundial, y a veces en la casa de Julia Lennon, la madre de John. Ocasionalmente el grupo ensayó en Mendips —la casa de John y su tía Mimi—, la casa de Rod Davis y la casa de Colin Hanton.
El acceso a las canciones resultaba muy difícil para aquellos adolescentes de clase obrera y clase media baja. Solo podían acceder a algunos pocos discos simples, que les resultaban muy caros. El resto de las canciones trataban de reconstruirlas escuchándolas por radio. Lo mismo sucedía con las letras, en muchos casos incomprensibles, aun cuando las escucharan desde los discos.
El repertorio inicial de The Quarrymen estaba integrado por covers de las canciones de moda. En primer lugar hits de Lonnie Donegan, empezando por «Rock Island Line», tema que inició la locura del skiffle. Otros temas de Donegan en el repertorio inicial fueron «Lost John», «Railboard Bill», «Cumberland Gap», «Alabamy Bound», «John Henry», «Bring a Little Water, Sylvie» y «Jump Down Turn Around (Pick a Bale of Cotton)». Aquel primerísimo repertorio incluía también «Maggie Mae», una canción del folklore de Liverpool que la madre de John Lennon le enseñó a tocar y que Los Beatles incluyeron en el álbum Let It Be, lanzado en 1970.
Inmediatamente después, en ese primer semestre de existencia, incorporaron temas de rock, como «Be-Bop-A-Lula» de Gene Vincent,  «Ain't That a Shame» de Fats Domino, y «Blue Suede Shoes» de Elvis Presley. En el segundo semestre de 1957, ya con Paul McCartney en la banda, incluirían temas como «Midnight Special» clásico del folk estadounidense cantado por Donegan, «That's All Right (Mama)» de Elvis Presley, «Mean Women Blues» de Elvis Presley, «Long Tall Sally» de Little Richard, «That'll Be The Day» de Buddy Holly y «Worried Man Blues», también de Holly.
Lennon y Griffiths asistieron a clases de guitarra en Liverpool, pero las abandonaron enseguida. Ambos solían recibir lecciones de la madre de John, en cuya casa la banda también se reunía para escuchar sus discos de rock and roll de Elvis Presley, Shirley Goodman, Buddy Holly y Gene Vincent, cuyas canciones se incluyeron en su repertorio más adelante, algo completamente inusual para una madre en el Liverpool de entonces.
Nigel Walley, quien había asumido las tareas de representante del grupo, comenzó a enviar folletos a teatros y bares de la zona que decían: "Country-and-western, rock n' roll, skiffle band - The Quarrymen - Open for Engagements — Please Call Nigel Whalley, Tel.Gateacre 1715" ("Country-and-western, rock n' roll, banda de skiffle - The Quarrymen - disponibles - Por favor llámese a Nigel Whalley").
La secuencia y fechas de las primeras actuaciones es imprecisa. Para marzo de 1957 la banda ya había finalizado su período inicial de constitución y había logrado una formación estable.
Su primer espacio natural fueron las fiestas que organizaban los clubes juveniles de las iglesias, en particular la de San Pedro, en el suburbio de Woolton, del que Lennon, Shotton, Davis y Vaughan eran miembros. Fuera de los clubes juveniles, la primera actuación pública fue en el Golf Club Lee Park, en el suburbio de Gateacre. La oportunidad fue conseguida por Nigel Walley, quien con solo 15 años había adoptado el rol de representante. Walley se estaba iniciando como jugador profesional de golf en el Golf Club Lee Park y allí conoció al médico John Styner, cuyo hijo Alan acababa de inaugurar un club nocturno dedicado al jazz, llamado The Cavern. Walley recurrió a ese contacto, para conseguir que The Cavern invitara a los The Quarry Men, pero Styner consideró que previamente era necesario que tocaran en un espacio menos exigente como el propio club de golf. La fecha exacta de la primera presentación de la banda de John Lennon se desconoce, pero debió realizarse cerca de marzo o abril de 1957. Pese a los nervios e inseguridades propias del debut, la banda realizó una actuación aceptable y Alan Styner los invitó a tocar los miércoles en The Cavern, día que el night club había establecido como "micrófono abierto" para las bandas de skiffle que ya se multiplicaban en toda Gran Bretaña. Por su actuación ganaron quince libras, mucho más de lo que ganaba cualquier otra banda tocando en dichas condiciones.

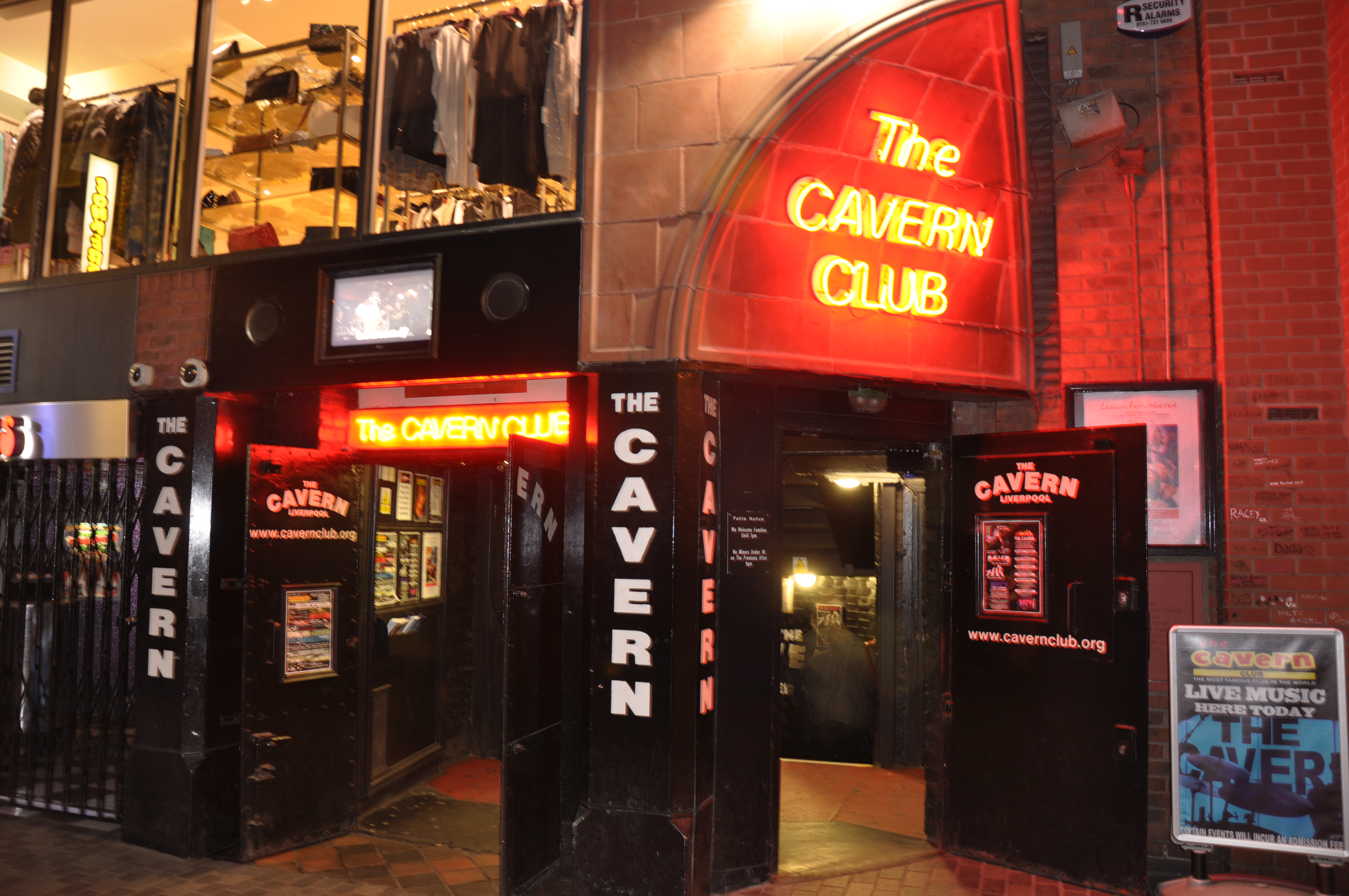
The Cavern fue uno de los lugares donde primero tocaron Los Quarry Men.

En ese primer semestre de 1957, The Quarrymen tocó varias veces en The Cavern, hasta que el 7 de agosto apareció por primera vez en el Echo de Liverpool, entre las bandas destacadas que actuaban en aquellas Sesiones de Skiffle de los miércoles. En esas actuaciones se puso en evidencia una de las primeras tensiones tanto al interior como al exterior de la banda, entre el skiffle y el rock and roll. Mientras que el skiffle resultaba relativamente aceptable para el gusto de los adultos de entonces, centrado en el jazz, el rock and roll era definitivamente inaceptable. Pero ya en ese momento John Lennon evidenciaba su preferencia por el rock and roll e impulsaba a los Quarry Man en ese sentido. Colin Hanton contó la anécdota de John recibiendo un papel del público, luego de tocar algunas canciones de Elvis Presley, para descubrir que en realidad era un mensaje del dueño del club que decía:

¡Córtenla con ese rocanrol de porquería! (Cut out the bloody rock 'n' roll!)

El 27 de mayo de 1957 The Quarrymen participaron sin éxito, en la primera de muchas competencias de bandas, en el Teatro Liverpool Pavillion. Dos semanas después, el domingo 9 de junio, audicionaron sin público, para participar en concurso de skiffle en el principal teatro de la ciudad, el Empire, organizado por el conocido empresario musical británico y conductor televisivo Carroll Levis, para su programa de talentos "Búsqueda de Estrellas de TV" (TV Star Search). La canción elegida fue "Railroad Bill", resultando seleccionados para competir el martes siguiente (11 de junio), con público.
La competencia consistía en interpretar una canción y luego el público decidía según la mayor o menor cantidad de aplausos y vivas, mediante un aparato que permite medir los decibeles. The Quarry Men interpretó "Worried Man Blues" con buena recepción del público. A continuación se presentó un grupo de Gales llamado The Sunnyside Skiffle Group, al que Levis les permitió interpretar una segunda canción. Lennon discutió agitadamente con el equipo de Levis, argumentando que The Sunnyside Skiffle Group había traído un autobús lleno de fanes con ellos y que el empresario les había dado ventaja. Al momento de los aplausos, The Quarrymen y el grupo galés superaron a las demás bandas, empatando en los decibeles. Fue necesario entonces recurrir a un desempate entre ambas bandas, que Los Quarry Men perdieron por poco margen.
El 22 de junio The Quarry Man fueron convocados para actuar como atracción especial en la fiesta popular realizada en la calle Rosebery del barrio Toxteth, Liverpool 8, uno de los barrios más populares, en memoria del 750º aniversario de la primera Carta Real otorgada a la ciudad de Liverpool por el Rey Juan. Según Colin Hanton, esa fue la primera actuación pública considerada como tal por la banda. Luego de tocar varias canciones, el grupo tuvo que abandonar repentinamente el escenario, debido a las amenazas contra John Lennon por parte de un grupo de jóvenes del barrio, que probablemente malinterpretaron sus ojos entrecerrados debido a que era corto de vista y se negaba a usar anteojos en público, con guiños a las jóvenes del lugar. En esa ocasión Los Quarry Men fueron fotografiados (tres fotos) por primera vez mientras tocan en la celebración, por Charles Roberts, un amigo de Colin Hanton.

## Ingreso de Paul McCartney

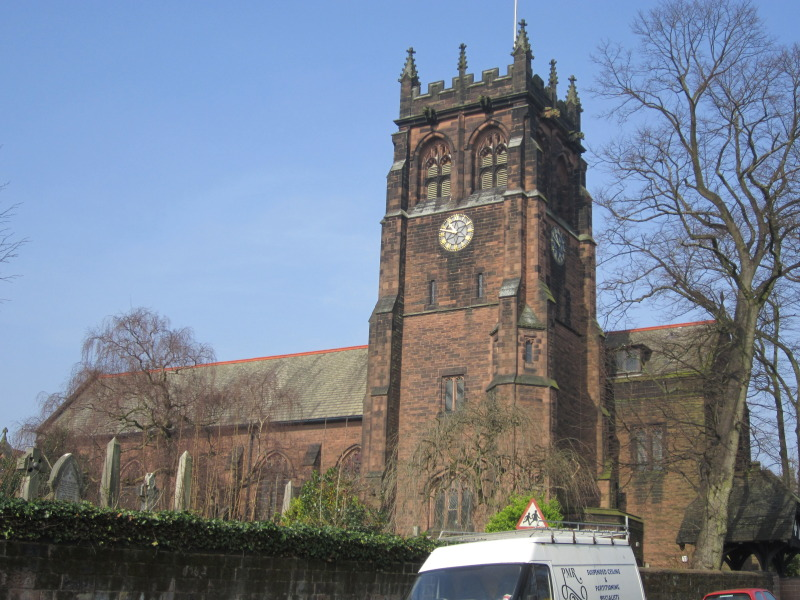
Iglesia de San Pedro en Woolton.

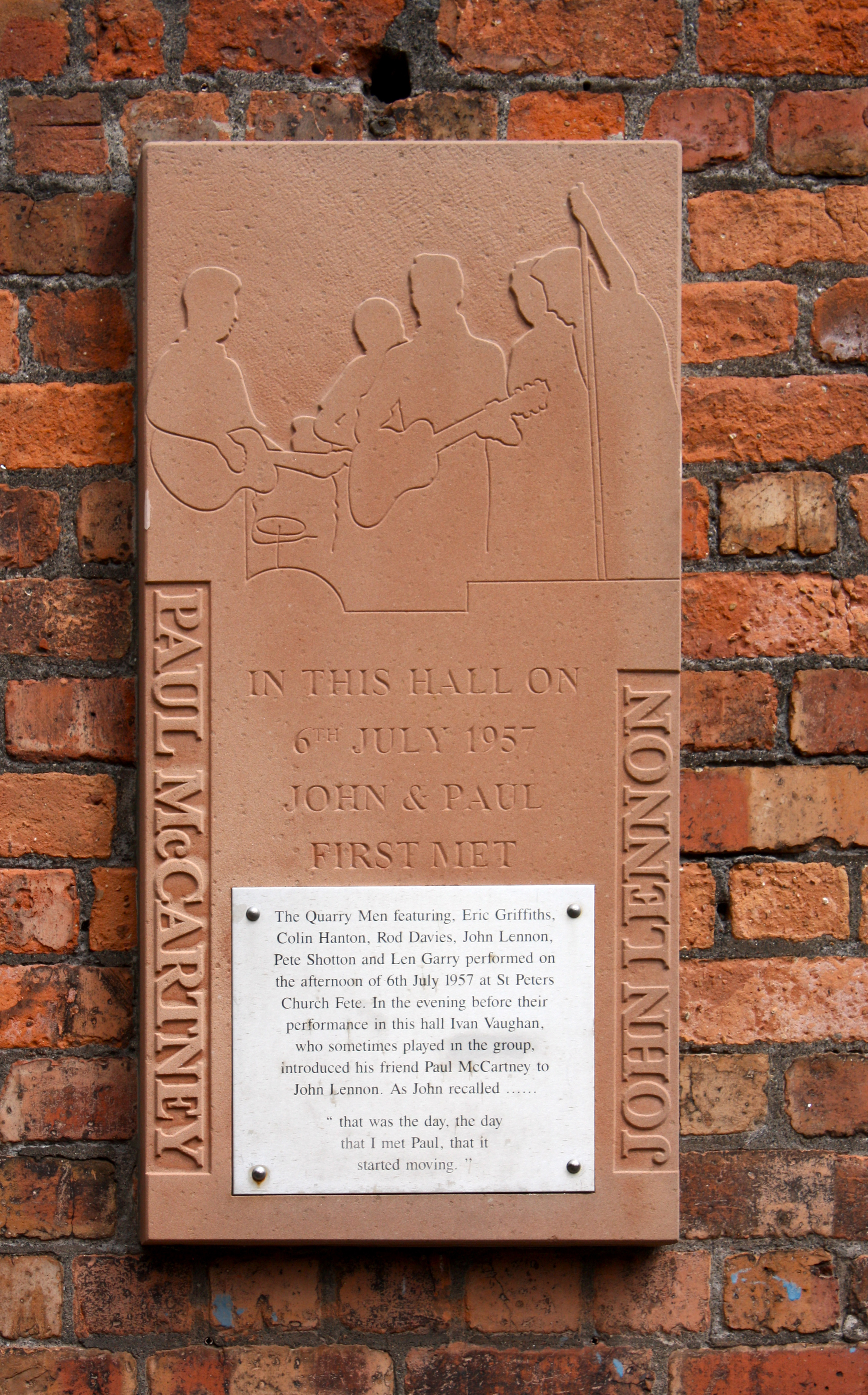
Placa en la entrada del hall de la Iglesia de San Pedro en Woolton, conmemorando el 6 de julio de 1957, día en que allí se conocieron John Lennon y Paul McCartney.

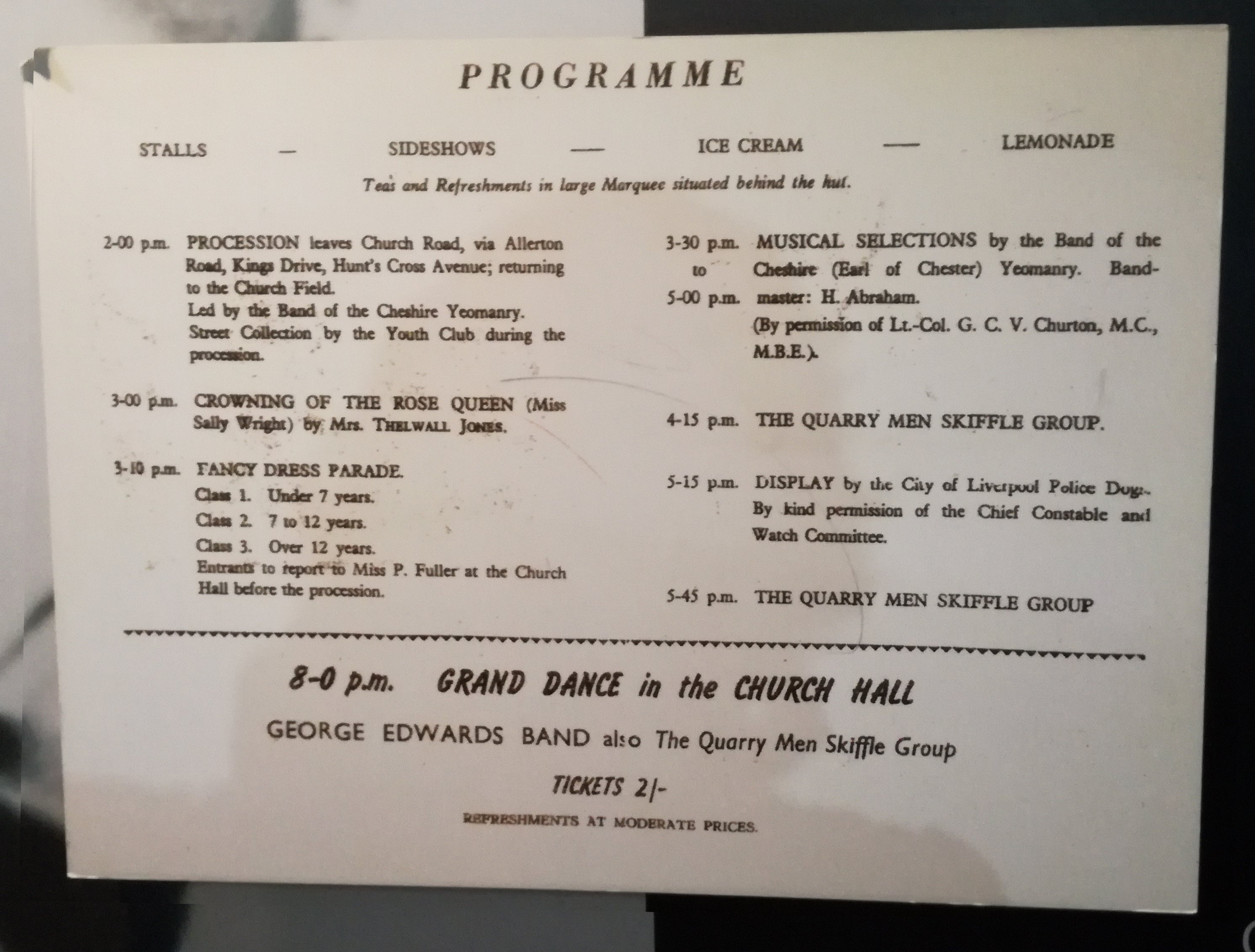
Programa de la fiesta anual de la Iglesia de San Pedro, en Woolton, el 6 de julio de 1957.

El sábado 6 de julio de 1957 se considera un día histórico porque se encontraron John Lennon y Paul McCartney, en una fiesta realizada en la Iglesia de San Pedro de Woolton, dando origen a uno de los dúos creativos más importantes de la historia de la música. John y Paul ya se habían cruzado fugazmente en el barrio con anterioridad, pero ese fue el día que se conectaron.
Los Quarry Men tocaron en la fiesta anual de la Iglesia de San Pedro, en Woolton. Se trataba de uno de los eventos sociales más importantes del año y era inusual que una banda de skiffle tocara allí, pero la mayoría de sus miembros pertenecía al Club Juvenil de la iglesia y la madre de Pete Shotton estaba en la comisión organizadora. Era la oportunidad de que los padres, madres, familiares y vecinos vieran lo que los jóvenes skifflers habían logrado.
Según el programa Los Quarry Men debían tocar tres veces ese día: dos veces durante la tarde, en el jardín que se encontraba detrás de la iglesia y el cementerio, y una vez al atardecer, en el salón que se encontraba en frente. La fiesta se iniciaba a las 2 de la tarde con una procesión, seguida de la coronación de la Reina de las Rosas. También se realizaron desfiles de vestidos elegantes y una exhibición de perros entrenados de la policía, mientras en el jardín había puestos con comidas, dulces, helados y atracciones familiares características de las kermeses, como dardos y lanzamiento de pelotas. Otras dos bandas tocaron también ese día.
Por demoras en la programación, se eliminó una de las dos presentaciones de Los Quarry Men a la tarde. Los jóvenes iniciaron su presentación a las 16:45 y tocaron durante unos 30 minutos las canciones que integraban su repertorio habitual, estrenando el rock «Be-Bop-A-Lula», hit de Gene Vincent que era una de las preferidas de John Lennon. La presentación se realizó sin ninguna amplificación ni micrófono.
Cuatro fotografías documentan la actuación de The Quarry Men ese día. Dos de ellas, descubiertas en 2009, fueron tomadas por James Davis, el padre de Rod Davis, documentando el traslado de los jóvenes y sus instrumentos en la parte de atrás de un camión. Otras dos fotos muestran la banda tocando en la primera presentación del día, en el jardín. Una de ellas es histórica y fue tomada por Geoff Rhind con el objetivo en posición horizontal, frente al centro del escenario, muestra gran parte de la banda, con John Lennon cantando en el medio de la imagen. La otra, de autor desconocido, es muy similar pero está tomada con el objetivo en posición vertical, desde una posición ubicada a la derecha del escenario. Uno de los amigos de la banda, Bob Molyneux, realizó una grabación del recital en un grabador casero, de la que sobrevivieron unos minutos.
Cuando la actuación ya había empezado, llegó Ivan Vaughan, acompañado de Paul McCartney, a quien conocía del colegio. Según el relato del propio Paul, Ivan le había comentado a Paul sobre Los Quarry Men y John Lennon, y le propuso ir a la fiesta para conocerlos y abrir la posibilidad de entrar a la misma.
Paul ha contado que al llegar oyó «Come Go With Me», un rock que tocaba The Del-Vikings, y que le gustó mucho la presencia de John, que sin conocer bien la letra, había inventado una letra alternativa. Al finalizar la actuación, John Lennon, Pete Shotton y Len Garry se dirigieron al hall de la iglesia que se encontraba cruzando la calle, para esperar y prepararse para la siguiente actuación en el hall; por su parte Colin Hanton, Eric Griffiths y Rod Davis hicieron otras cosas y no estuvieron presentes en la histórica reunión en aquel hall.
Allí fue donde Ivan presentó a John y Paul y este último hizo una especie de audición tocando «Twenty Flight Rock», un rock de Eddie Cochran que formaba parte de la banda musical de la película The Girl Can't Help It, que había sido estrenada el año anterior y que era una de las favoritas de John. Paul sorprendió a todos tocando la guitarra al revés (debido a que era zurdo), usando las seis cuerdas (John y Griffiths tocaban solo cuatro, debido a que Julia les había enseñado con el banjo), conociendo la letra completa y demostrando una técnica que superaba la que tenían Los Quarry Men. Como en el hall había un piano, Paul mostró que también sabía tocar ese instrumento interpretando también una parte de «Whole Lot of Shakin' Going' On» de Jerry Lee Lewis. Para rematar su presentación Paul cantó acompañado de la guitarra «Long Tall Sally» de Little Richard, replicando su voz, un roquero que para John era incluso mejor que el insuperable Elvis Presley. Desde ese momento Paul tuvo la certeza de haber sido aceptado por el grupo y particularmente por John.
Luego del histórico encuentro, Los Quarry Men realizaron su segunda presentación del día, esta vez en el hall, siempre con la presencia entre el público de Paul e Ivan Vaughan. John cantó en esta oportunidad con micrófono, debido a que la banda con la que compartieron el escenario estaba equipado con uno. Luego del concierto John, Paul y algunos miembros de la banda y amigos, fueron a tomar cerveza y debieron retirarse hacia sus casas cuando una pandilla rival quería iniciar una pelea.
Mientras volvían juntos a sus casas vecinas, Lennon y Shotton acordaron invitar a McCartney a formar parte de la banda. Dos semanas más tarde, este último se encontró con McCartney y lo invitó informalmente a unirse a The Quarrymen. McCartney respondió que lo haría, pero luego de unas vacaciones con su familia en Yorkshire.
El 13 de julio de 1957, durante el primer ensayo luego de la fiesta, la banda discutió y aceptó el ingreso de Paul. Probablemente el sábado 20 de julio Paul participó por primera vez de un ensayo de Los Quarry Men, en Mendips. El sábado siguiente Paul partió de vacaciones de invierno con los scouts, junto a su hermano Mike, hasta el 7 de agosto. Cuando McCartney volvió de sus vacaciones, la banda empezó a ensayar canciones tales como "Bye Bye Love" y "All Shook Up". McCartney hizo su primera presentación con la banda el 18 de octubre de 1957 en un club social de Liverpool.

## Partida de Davis y Shotton
La fiesta de 6 de julio fue también la última vez que Rod Davis (banjo) tocó con la banda (hasta la refundación de 1997). Davis era el miembro que menos de acuerdo estaba con el giro hacia el rock and roll de la banda. Su instrumento, el banjo, tampoco estaba asociado al rock and roll. Por otra parte, Davis acababa de aprobar el Examen del Nivel O (O-level Exam), que le permitía acceder a la universidad, cosa que hizo ingresando a Cambridge. Antes de retirarse tocó en los primeros ensayos que Paul McCartney realizó con el grupo antes de irse de vacaciones de verano. Durante el verano, Davis se fue de vacaciones a Francia y, cuando regresó, descubrió que había sido reemplazado por McCartney. Cuando ingresó a la universidad, grabó una versión de la canción "Running Shoes" en la discográfica Decca Records y se la envió a un envidioso Lennon un tiempo después.
Poco después, en agosto, partiría también Pete Shotton, el mejor amigo de John, que nunca había sentido pasión por la música. Luego de una serie de peleas con Colin Hanton, Pete (tabla de lavar) tomó la decisión de abandonar la banda. Su última participación fue el 24 de agosto, cuando Los Quarry Men tocaron en una boda. La ida de Pete dio lugar a un gesto de John Lennon que se volvió famoso, cuando simbólicamente le rompió la ya destartalada tabla de lavar en la cabeza, quedando el marco metálico alrededor del cuello, ante las carcajadas generales. Pete dejó de tocar con la banda, pero no se alejó de la misma.
Para agosto de 1957 Los Quarry Men quedaron integrados del siguiente modo, siempre con Nigel Walley como representante:
- John Lennon (guitarra y primera voz)
- Paul McCartney (guitarra y primera voz)
- Eric Griffiths (guitarra)
- Len Garry (bajo de cofre de té - tea-chest bass)
- Colin Hanton (batería)

## Lennon-McCartney
Para septiembre de 1957, ya finalizado el verano, The Quarry Men había tenido cambios importantes: Pete Shotton (tabla de lavar) y Rod Davis (banjo) se habían ido; Paul McCartney ya se había incorporado, aportando una guitarra de calidad y otra voz para el canto; John Lennon y Eric Griffiths fallaron el Examen del Nivel O (O-level Exam) y debieron abandonar el Colegio Quarry Bank; la Tía Mimi consiguió que John pudiera continuar estudiando en la Escuela de Artes. La banda por su parte, empezaba a cobrar por sus actuaciones.
La casa de Paul, ubicada en el número 20 de la calle Forthlin, suburbio de Woolton, se convirtió en uno de los lugares más agradables para ensayar. El año anterior Paul había perdido a su madre (Mother Mary). Vivía por entonces con su padre, Jim, y con su hermano menor, Mike. Su padre era trompetista y pianista, había sido líder de una banda de jazz y acogió afectuosamente a los Quarry Men.
Los ensayos de la banda siguieron realizándose cada sábado, pero John y Paul comenzaron a reunirse a solas para seleccionar temas, sacar las notas y las letras de las canciones, y sobre todo compartir en secreto sus primeras canciones propias y a trabajarlas juntos. Para entonces Paul ya había compuesto «I Lost My Little Girl» y John estaba dando forma a «Hello Little Girl». John seguía siendo el líder de la banda, pero Paul se ubicaba musicalmente como un par, como confidente y como su mano derecha. En gran medida el retiro de Pete Shotton, estuvo relacionado con esta nueva pareja que estaba formando John, con el fin de delimitar los territorios: en la música serían Lennon-McCartney, pero socialmente Pete seguiría siendo el mejor amigo de John.

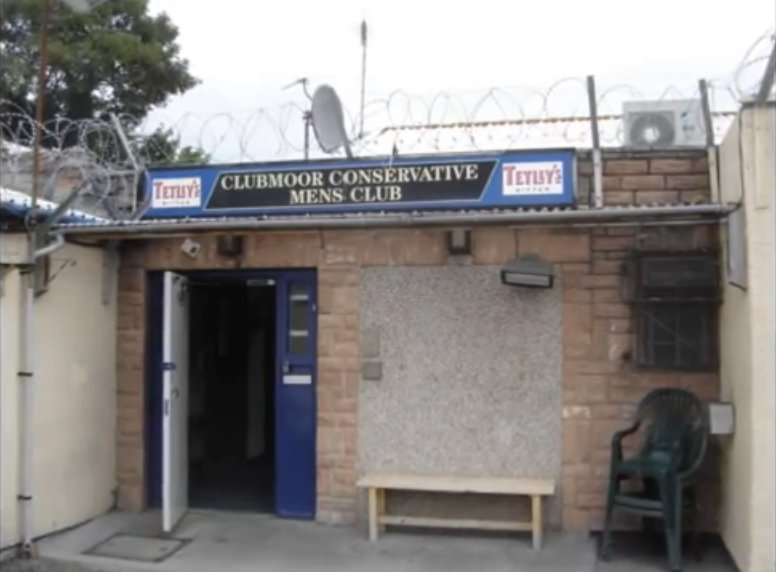
El Clubmoor Hall, considerado por Paul McCartney como el lugar en que debutó artísticamente.

Según los recuerdos de Colin Hanton, las primeras presentaciones de Paul McCartney con los Quarry Men fueron algunas actuaciones en el club juvenil de Iglesia de San Pedro, donde ya comenzaban a establecer una base de fanes en Woolton, y un concurso de talentos en el Wilson Hall de Garston, organizada por un productor conocido como Charlie Mac. Colin Hanton recuerda el optimismo que Paul comenzó a irradiar sobre la banda, al convencer a John de pagar la entrada para competir en el concurso de talentos, seguro de que eran lo suficientemente buenos como para ganar. Aunque no ganaron, a Charlie Mac le gustó la banda y los contrató para tocar en una sala nueva llamada New Clubmoor Hall, el 18 de octubre de 1957. 
Paul McCartney, por su parte, recuerda que esta última fue su primera presentación con Los Quarry Men y que la misma resultó un desastre:

Creo fue la primera vez que toqué con Los Quarry Men, para tocar primera (guitarra). En privado yo no era malo, y los muchachos pensaron, grandioso, puedes tocar la primera, pero me paralicé totalmente aquella primera vez. De pronto me vino el momento de tocar mi solo y yo no pude pulsar una sola nota. Simplemente me paralicé, la guitarra se paralizó, y el tiempo siguió corriendo. Simplemente dije, "No puedo hacer esto nunca más". Así que entre una cosa y otra le dije a John, "Está este compañero mío, es un poco joven..., pero es realmente bueno.
Paul McCartney

En los recuerdos de Colin Hanton aquella presentación de Paul no fue un desastre, sino un inconveniente menor, habitual en una banda semiprofesional. John salió del paso diciendo "Tienen que perdonarlo, es nuestro chico nuevo". Pero Paul era un perfeccionista y ese inconveniente abrió la puerta para que John comenzara a evaluar la posibilidad de incluir un primer guitarrista con mejor técnica, como su exvecino y compañero de clase, George Harrison.
En esta época se presentó el problema de carecer de un micrófono, que obligaba a forzar excesivamente las voces, a la vez que la batería tapaba las guitarras y el canto. La falta de micrófono fue la causa de que Los Quarry Men rompieran su relación con el Club Juvenil de San Pedro, cuando luego de sucesivas promesas incumplidas la banda se negó a tocar en una de las fiestas.
El 23 de noviembre Los Quarrymen volvieron a presentarse en el Clubmoor Hall, donde fueron fotografiados por Lesley Kearne. Colin Hanton sostiene que la foto debió tomarse el mes anterior, porque para noviembre Len Garry ya no estaba en la banda. En la foto puede verse a todos los músicos vestidos de camisa blanca, pantalón negro y moños negros, con John y Paul al frente de la banda usando sacos, mientras se ubican detrás Hanton, Garry y Griffiths. La idea del uniforme surgió de Paul, al igual que diferenciar a los dos cantantes, con el uso del saco.
En los últimos meses se multiplicaron las presentaciones, muchas veces en lugares peligrosos de los suburbios, frecuentados por jóvenes violentos conocidos como Teddy boys, que más de una vez obligaron a los Quarry Men a salir corriendo, llegando a perder en esas corridas, en dos oportunidades, el bajo de cofre de té. Para evitar trifulcas, la banda había desarrollado la técnica de tocar mirando al piso, sin mirar a los ojos del público.
Hacia fines de 1957, Paul cuestionó que Nigel Walley, quien obraba de representante, recibiera la misma cantidad de dinero que el resto de la banda. John defendió la regla de paridad entre todos, pero como ninguno de los dos daba su brazo a torcer, Colin Hanton, que hacía varios años que trabajaba en una fábrica de muebles, renunció a su parte en las ganancias, para que fuera repartida entre los demás.
En los últimos meses de 1957 Len Garry dejó la banda. Las razones son inciertas. Garry estuvo gravemente enfermo en 1958, afectado por una meningitis que lo dejó en coma e internado durante siete meses. Pero su alejamiento de la banda fue anterior. El último documento que muestra a Garry integrando The Quarry Men, es la conocida foto de la banda tocando en el Clubmoor Hall, con vestimenta blanca. La foto ha sido fechada el 23 de noviembre de 1957, pero la detallada cronología de Colin Hanton sostiene que la foto es anterior y que para esa fecha, ya Garry había dejado la banda.
Con la ida de Garry Los Quarry Men quedaron reducidos a cuatro miembros, tres guitarras y la batería, siempre representados por Nigel Walley:
- John Lennon (guitarra y voz)
- Paul McCartney (guitarra y voz)
- Eric Griffiths (guitarra)
- Colin Hanton (batería)

Ya sin instrumentos caseros (tabla de lavar y bajo de cofre de té), el formato de la banda ya no respondía a la típica formación skiffle.

## Ingreso de George Harrison

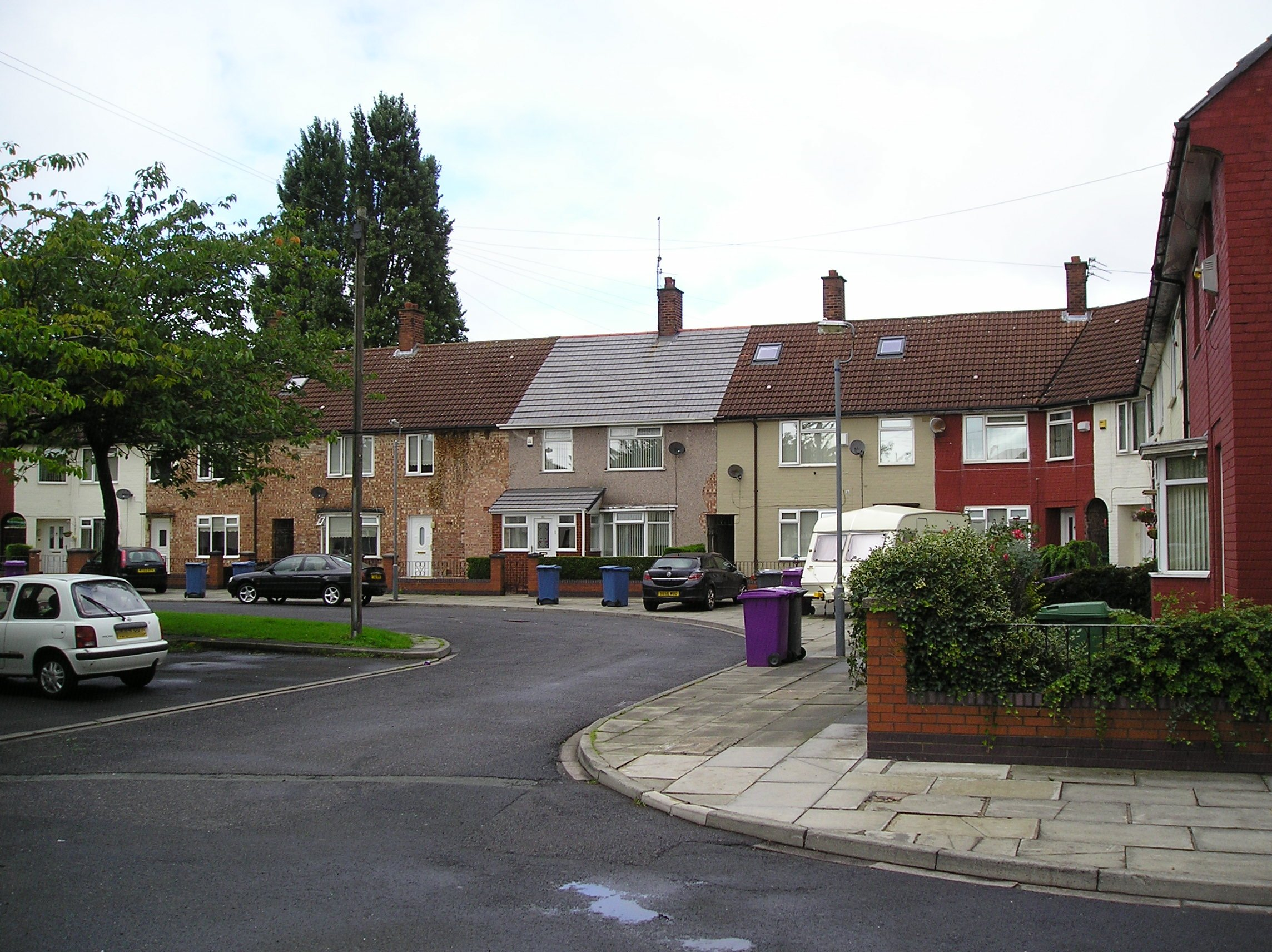
La casa gris es la que fuera hogar de George Harrison en Speke, al momento de unirse a The Quarry Men. El bus fue un importante lugar de socialización con John y Paul.

George Harrison se fue vinculando con la banda de una manera progresiva, entre diciembre de 1957 y enero de 1958. George era compañero de colegio de Paul McCartney (Liverpool Institute) y habían sido vecinos del alejado suburbio de Speke, hasta que este último se mudó a Woolton en 1955. Su padre era chofer de bus y vivían, al igual que Paul, en una humilde casa de clase obrera que era propiedad del Estado (council house).
Según la cronología de Colin Hanton, el 7 de diciembre de 1957 George oyó por primera vez a Los Quarry Men en el Wilson Hall de Charlie McBain y luego se fue con John, Paul y Nigel Walley en el bus, donde tocó en el piso superior «Raunchy», un tema instrumental de Bill Justis que era uno de los hits del momento y que utilizaba por primera vez el efecto twang en la guitarra (modificación de la nota deslizando con el dedo la cuerda hacia abajo o arriba). La habilidad de George resultaría decisiva para convencer a John de incluirlo en la banda, a pesar de su edad y de algo aún más difícil: si entraba George había que despedir a Eric Griffith, porque cuatro guitarras era a todas luces un despropósito.
Pocos días más tarde, siempre en diciembre, Colin Hanton fue invitado por John y Paul a examinar el sótano de una antigua casa, en el que un grupo de jóvenes quería abrir un café para adolescentes, que llevaría el nombre de La Morgue, una costumbre que hizo furor en Gran Bretaña y que acompañó la locura del skiffle. El proyecto era de Alan Cadwell, un joven cantante que luego cambiaría su nombre a Rory Storm, cuya hermana Iris, por entonces de doce años, era la primera novia que tenía George Harrison, por entonces de catorce años. Al llegar, en el sótano se encontraba George y su amigo Arthur Kelly. Luego de ser presentado a Colin Hanton, Harrison mostró su destreza tocando «Guitar Boogie», la misma canción que había paralizado a Paul días atrás, cuando quiso desempeñarse como primera guitarra.
Antes de fin de año, John, Paul y Nigel Walley se reunieron en Mendips para definir la suerte de Eric Griffiths. Nigel fue en bicicleta hasta la casa de Colin Hanton, para decirle que John y Paul querían que George entrara a la banda, y que para ello debía salir Griffiths. Hanton convalidó la decisión y Walley fue el encargado de avisarle a Griffiths que los demás compañeros de la banda había decidido que debía irse. Griffiths recibió la noticia con enorme pesadumbre y se alistó en la marina mercante, partiendo en su primer viaje el 14 de enero de 1958.
Al comenzar 1958 Los Quarry Men quedaron integrados del siguiente modo, siempre representados por Nigel Walley:
- John Lennon (guitarra rítmica y voz)
- Paul McCartney (guitarra rítmica y voz)
- George Harrison (primera guitarra y voz)
- Colin Hanton (batería)

La fecha exacta del debut de Harrison con Los Quarry Men también es incierta. La cronología de Colin Hanton ubica la fecha en la primera semana de febrero de 1958, posiblemente el sábado 3, en un baile organizado en el Colegio Secundario de Speke. Para esa ocasión John, Paul y George se pusieron de acuerdo para utilizar la misma camisa de cowboy, sin avisarle a Conlin Hanton, produciendo una obvia grieta que comenzó a marginarlo. Una foto poco difundida, muestra a los tres futuros beatles con la misma camisa de cowboy y detrás Arthur Kelly, un amigo íntimo de George. En esa oportunidad George introdujo un cambio importante para la banda al recurrir a un pequeño amplificador, para que se pudiera oír con claridad la guitarra solista. Poco después Paul compró un amplificador Elpico AC55 con dos entradas. Las guitarras seguían siendo acústicas, porque las guitarras eléctricas eran aún caras y de difícil acceso para los británicos, pero la banda iniciaba su camino hacia la electricidad recurriendo a los amplificadores.
El 13 de marzo John, Paul y George actuaron bajo el nombre de Los Quarry Men en The Morgue, el sótano musical para adolescentes que había abierto Alan Caldwell (Rory Storm).

## El disco de los Quarry Men

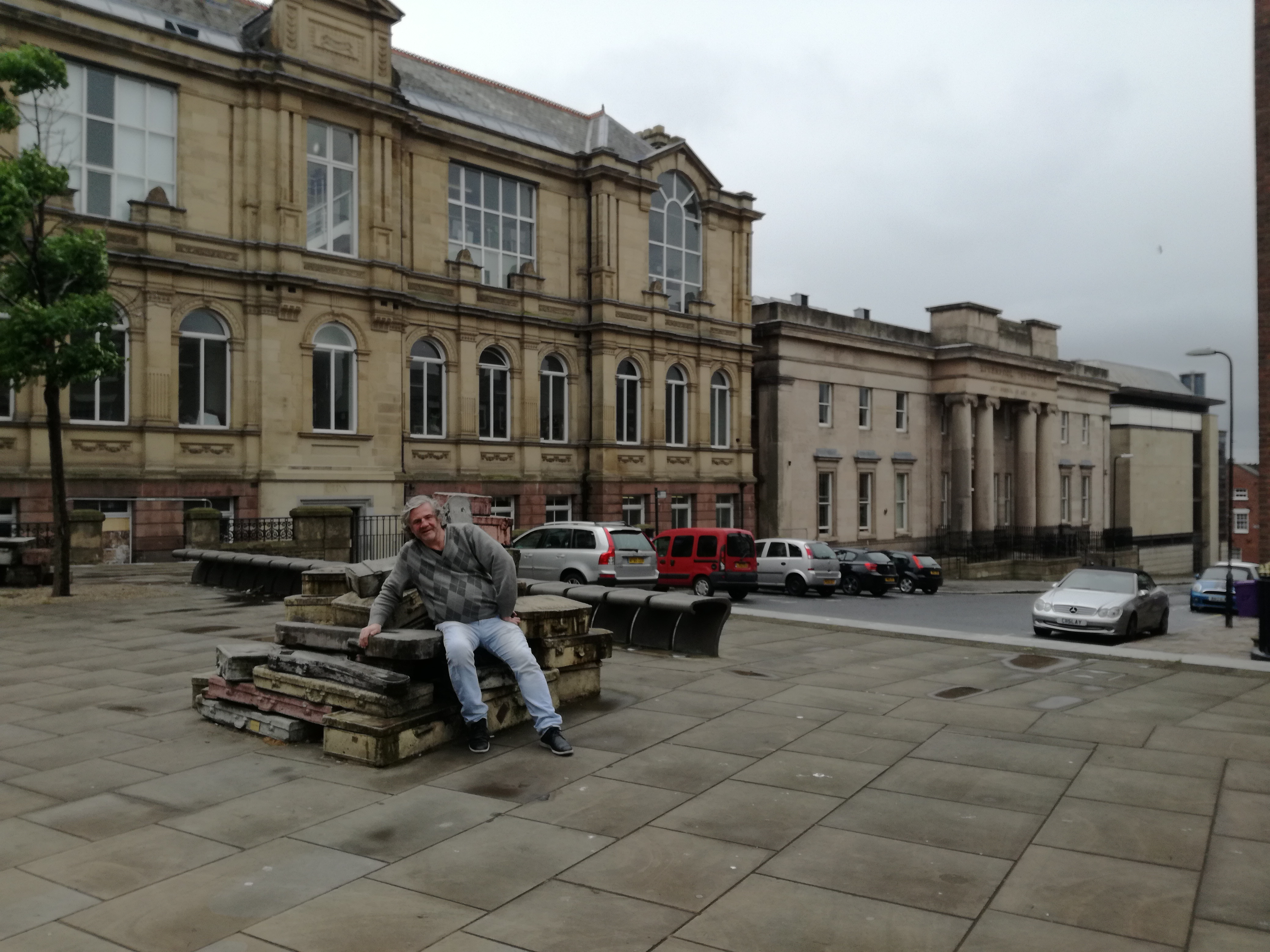
Esquina de Hope St. y Mount St., en el Barrio Georgiano de Liverpool. Detrás, el edificio de la izquierda (más oscuro) era el Instituto de las Artes (donde estudiaron John Lennon y Stuart Sutcliffe) y el edificio de la derecha (más claro con una entrada con columnas) era el Liverpool Institute High School for Boys - Colegio Instituto de Liverpool para Chicos (donde estudiaron Paul McCartney, George Harrison y Duff Lowe).

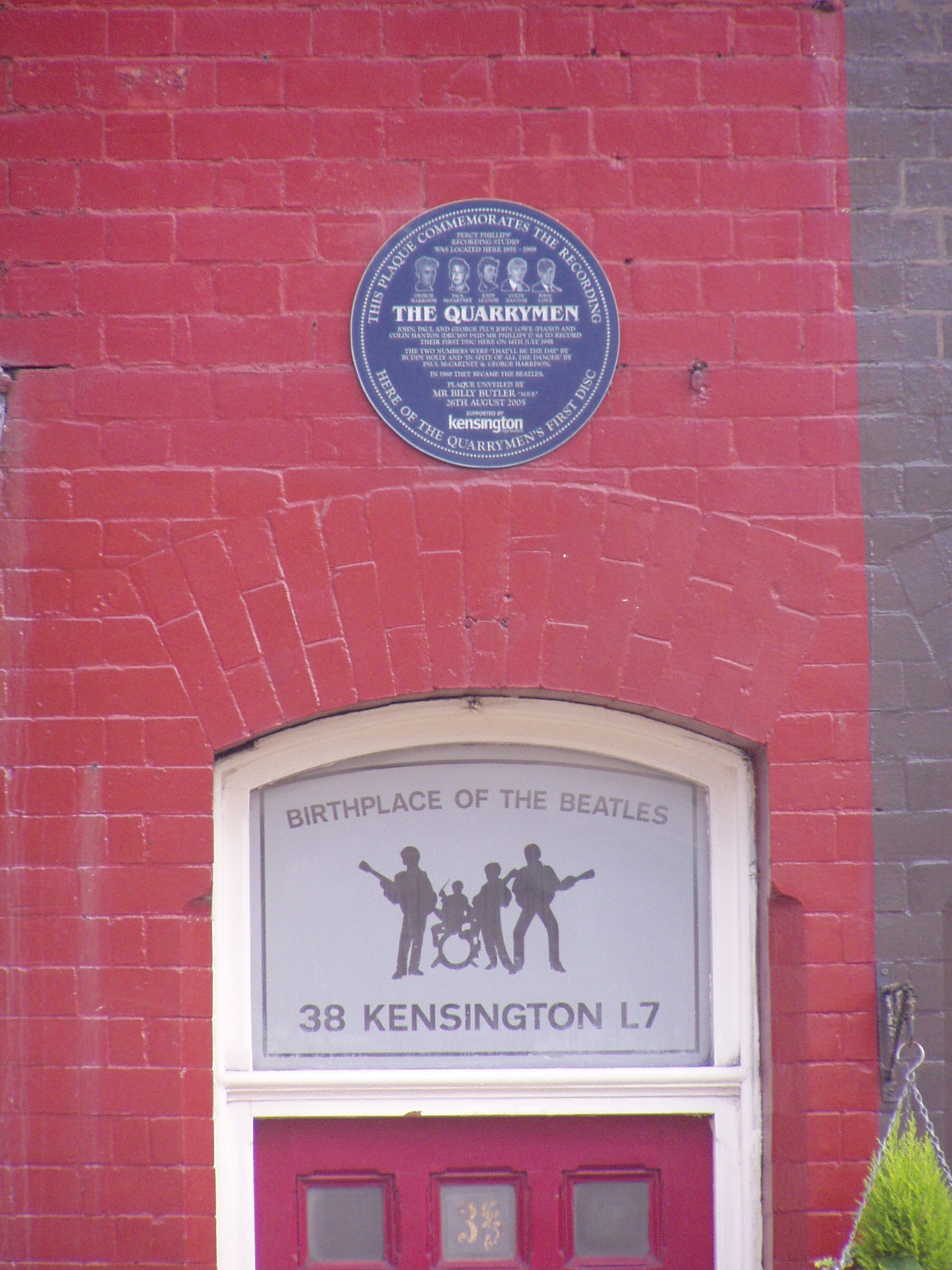
Placa en 38 Kensington Road conmemorando el disco grabado allí por Los Quarry Men en 1958.

Hacia marzo de 1958 los Quarry Men incorporaron un pianista, John "Duff" Lowe, compañero de colegio de Paul y George. Simultáneamente los ensayos se trasladaron de sábados a domingos, casi siempre en la casa de Paul, donde podían contar con el piano de su padre.

...Duff era un demonio como pianista. Podía tocar a la perfección las partes del piano en «Mean Woman Blues» (versión de Jerry Lee Lewis), que todos amábamos, especialmente ese arpegio del comienzo y lo mismo con «Tutti Frutti» de Little Richard. Era bueno: supe de inmediato por qué Paul lo había reclutado.
Colin Hanton

En ese momento la formación de Los Quarry Men, siempre con Nigel Walley como representante, fue la siguiente:
- John Lennon (guitarra y primera voz)
- Paul McCartney (guitarra y primera voz)
- George Harrison (guitarra)
- Colin Hanton (batería)
- John Lowe (piano)

Poco después Paul le presentó al grupo un tema propio, «In Spite of All the Danger» (A pesar del peligro), una canción de amor en la que el cantante le ofrece a su enamorada hacer cualquier cosa que ella quiera, si ella le era fiel. Tocar un tema propio significaba una enorme ruptura, no solo para la banda, sino para las bandas musicales que proliferaban en Liverpool.

Fue impresionante. No solo había sido escrita por Paul, sino que además era realmente buena. Me gustaba. Sonaba como una canción que Elvis podría cantar. No dije nada en ese momento, pero por dentro estaba asombrado. Era prueba del talento de Paul y de la creciente ambición suya y de John.
Colin Hanton

McCartney ha declarado que «In Spite of All the Danger» fue escrita imitando el estilo de una canción de Elvis Presley que había escuchado en el campamento scout al que había asistido el verano anterior. Fue una de las dos primeras canciones compuestas por McCartney, junto a «I Lost My Little Girl». Esta última también fue ensayada por The Quarry Men, pero nunca la estrenaron porque Paul sentía que no era suficientemente buena.
Cuando se acercaba la mitad de 1958, George Harrison se enteró de que el guitarrista Johnny Byrne, del grupo de Rory Storm, había grabado un disco en un pequeño sello de Liverpool llamado Kensington, que era propiedad de Percy Phillips. El costo era de 17 chelines y seis peniques, que significaba una suma de importancia, sobre todo para adolescentes de entonces. Luego de reunir el dinero (3 chelines y 6 peniques cada uno), la grabación fue agendada para el sábado 12 de julio de 1958 (más probablemente), o el lunes 14 de julio (la fecha exacta está discutida).
Cuando Lennon, McCartney, Harrison, Lowe y Hanton llegaron, se sorprendieron de cuán pequeño y técnicamente primario era el lugar, que poseía solo un micrófono en el centro de la habitación. Al llegar Phillips les aclaró que para realizar la grabación en una cinta analógica, que pudiera ser editada y luego transferida a un único disco de acetato de 78 RPM, debían pagar una libra, que significaba un adicional de 2 chelines y 6 peniques respecto del dinero que habían juntado. Pero los jóvenes no tenían ese dinero y por ello la grabación se efectuó directamente sobre el disco.
Como lado A grabaron un éxito de su admirado Buddy Holly, «That'll Be the Day», y como lado B grabaron «In Spite of All the Danger», que en ese momento fue acreditado a Paul McCartney, compartiendo la autoría con George Harrison, debido al solo de guitarra que contiene, creado por este último. Una placa ubicada en la pared exterior del edificio, en la calle Kensington 38 de Liverpool, recuerda aquella histórica grabación.
Realizada la grabación, los jóvenes se llevaron el disco y pactaron tenerlo una semana cada uno, comenzando por John, luego Paul, George y finalmente Colin Hanton. Hanton a su vez se lo prestó a su amigo Charlie Roberts, quien lo mantuvo en su poder sin darse cuenta varios años, hasta que su esposa Sandra lo encontró en la década de 1960 entre varios discos viejos de los que pensaba deshacerse. Roberts se lo devolvió a Hanton, quien a su vez se lo dio a Duff Lowe, cuya esposa lo guardó en una cómoda. En 1981 McCartney descubrió que Lowe tenía ese disco en su posesión y se lo compró, para luego restaurarlo y hacer varias copias. En 1995 el disco fue difundido mundialmente al ser reeditado en el álbum Anthology 1, pero recortando 30 segundos de los tres minutos y veinticinco segundos de la grabación original.
La preservación de un único disco grabado por Los Quarry Men, tocando una de las primeras canciones de Paul McCartney, con la participación de tres de los cuatro beatles, ha sido considerada milagrosa. Entre enero y mayo de 1960 John, Paul y George grabaron otro disco en el estudio de Percy Phillips, que incluía «One After 909», uno de los primeros temas compuestos por John Lennon. De este último disco no existen rastros.

## La muerte de Julia, la madre de John

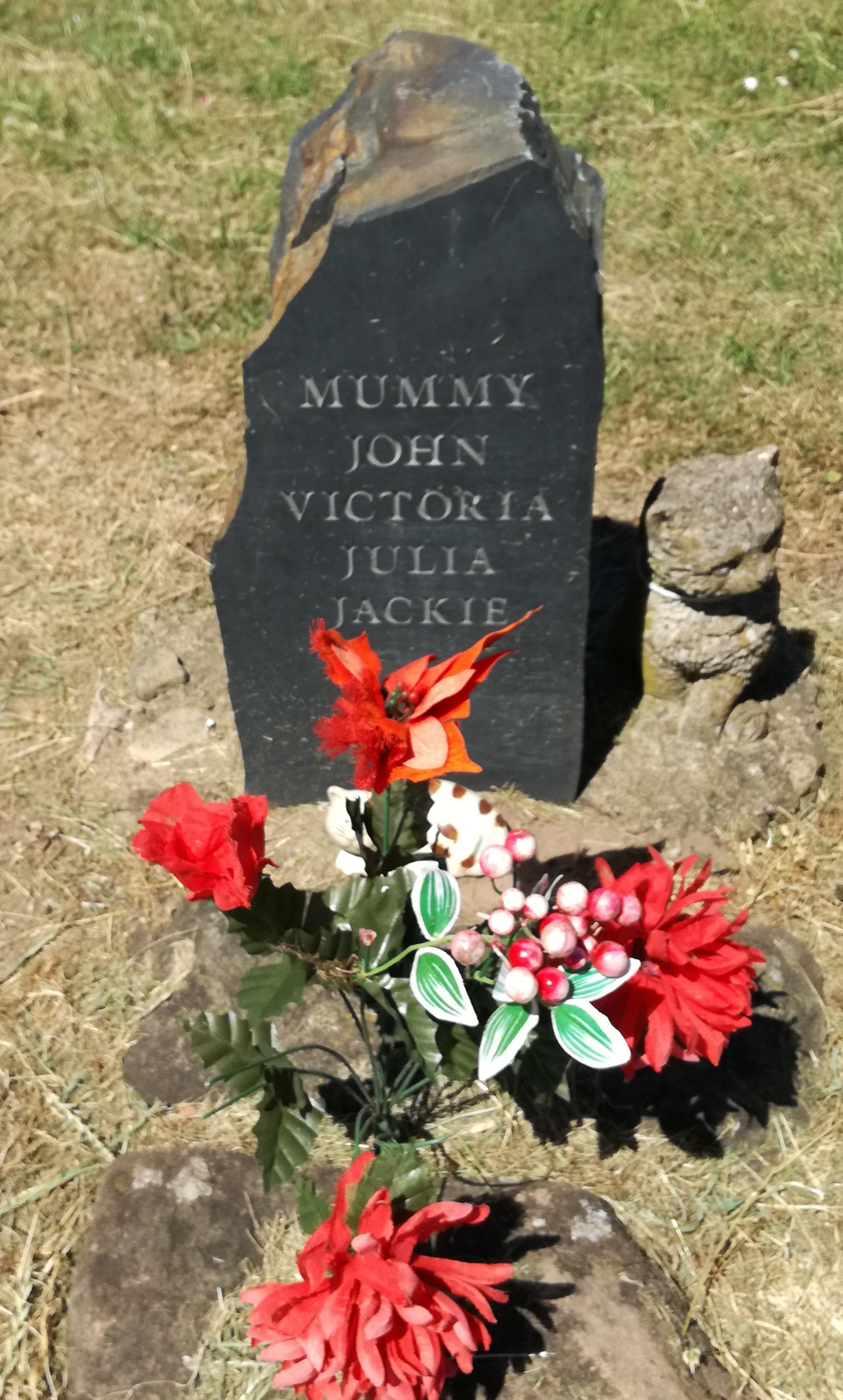
Tumba de Julia, la madre de John Lennon, en el cementerio de Allerton.

Tres días después de grabar el disco, el 15 de julio de 1958, la madre de John Lennon, Julia, fue atropellada frente a la casa de su hijo, muriendo instantáneamente en el accidente. La tragedia impactó fuertemente sobre la continuidad de la banda, tal como estaba. John se acercó más que nunca a Paul, que también había perdido a su madre tres años atrás.
La cercanía espiritual que alcanzaron John y Paul luego de la muerte de Julia, tuvo su expresión en la dupla creativa que formaron y que se volvería una de las más célebres de todos los tiempos. Canciones surgidas en esos años fueron acreditadas en forma conjunta como pertenecientes a Lennon-McCartney, independientemente del origen del tema y del mayor o menor aporte de cada uno, como «Like Dreamers Do», «Hello Little Girl», y «Love of the Loved».
Simultáneamente, en 1958 John se volvió amigo de Stuart Sutcliffe ("Stu"), un compañero suyo en el Colegio de Artes que era considerado el mejor pintor de la escuela, alcanzando una intimidad que incluso llegó a generar celos en Paul McCartney. Por su parte George Harrison alternaba en otras bandas, como los Tornados, y el Cuarteto de Les Stewart, junto a Ken Brown y Jeoff Skinner.
John "Duff" Lowe, eventualmente, dejó de tocar para el grupo porque vivía demasiado lejos y porque la mayoría de los lugares en que tocaban no tenían un piano. Nigel Walley, quien había sido testigo presencial de la muerte de Julia y obraba como un importante aglutinador, cayó seriamente enfermo en el segundo trimestre de 1958 y debió dejar la representación de la banda.
Pese a todo la banda siguió tocando en algunos eventos y competencias de talentos, aunque muchas veces lo hacían sin la batería de Hanton, e incluso sin la guitarra de George Harrison, utilizando en algunas ocasiones otros nombres, como Japage 3 y The Rainbows. En la segunda mitad de 1958 y sin fechas precisas, se presentaron como The Quarry Men en el club The Woodcutter's en Garston, en un cumpleaños realizado en el Reynolds Hall en Woolton,, en una audición en el Lowlands Club de West Derby (con Lowe), y en una audición para ABC-TV Studios en Mánchester (con Lowe). El 20 de diciembre tocaron en el cumpleaños del hermano de George Harrison, sin Lowe, ni Hanton.
En enero de 1959 tuvieron dos al menos dos fallidas actuaciones, en Speke y Woolton, que terminaron provocando el alejamiento de Colin Hanton y una virtual disolución de la banda. El 1 de enero de 1959 se presentaron en el suburbio de Speke, en una fiesta organizada por el Club Social de Choferes de la Línea Finch, del cual era miembro el padre de George, quien recriminó duramente a los jóvenes por actuar borrachos. El 24 de enero volvieron a presentarse en el Woolton Village Club, donde nuevamente se emborracharon, y al volver en el autobús se produjo una fuerte confrontación verbal entre McCartney y Hanton. Luego de este incidente, John, Paul y George, nunca más volvieron a contactar a Hanton.
The Quarry Men quedó integrado solo por los tres futuros beatles:
- John Lennon (guitarra rítmica y voz)
- Paul McCartney (guitarra rítmica y voz)
- George Harrison (primera guitarra)

## Vínculos con la comunidad negra de Liverpool

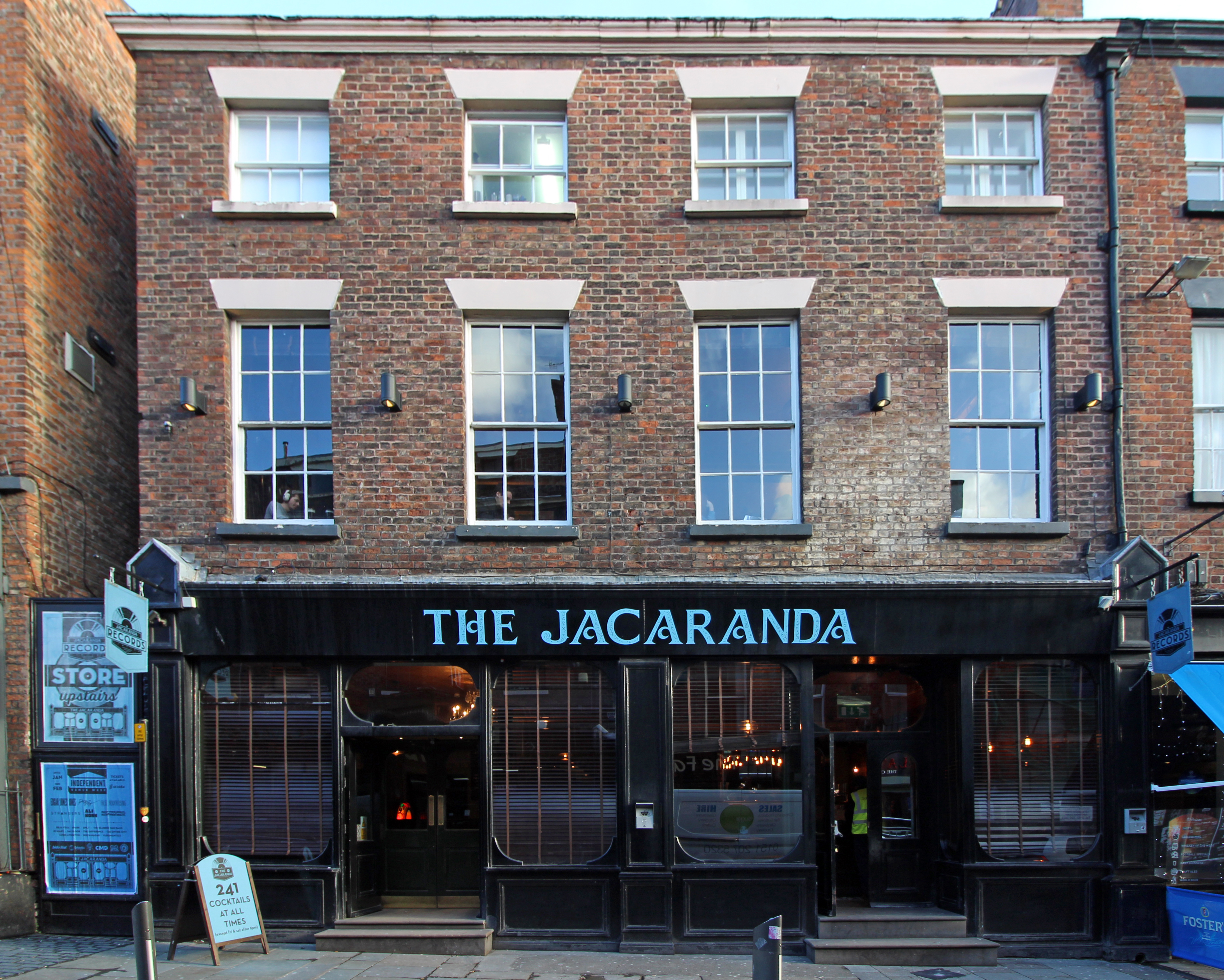
El Jacaranda, de Allan Williams, sede de la orquesta caribeña de Lord Woodbine. Se han preservado los murales pintado por John Lennon y Stuart Sutcliffe.

Uno de los aspectos menos estudiados de los orígenes de los Beatles fueron sus vínculos con la comunidad negra de Liverpool, la más antigua de Gran Bretaña. En 1958, John Lennon y Paul McCartney comenzaron a mantener estrechos vínculos con los músicos negros, principalmente caribeños, que se concentraban en los barrios del Toxteh y Gregoriano. Entre ellos se destacó Lord Woodbine (Harold Philips), un músico triniteño que se había convertido en el mayor exponente del calypso en Gran Bretaña. El centro de reunión era el bar Jacaranda, en pleno barrio Gregoriano, a pocas cuadras de los colegios de Los Quarry Men. El bar era propiedad de Allan Williams, primer mánager de Los Beatles, y fue pintado incluso por John Lennon y Stuart Sutcliffe con murales que aún pueden verse y en su sótano los Quarry Men tocaron antes de cambiar su nombre a Hamburgo.
John, Paul y sus compañeros eran conocidos como los "Woodbine's Boys". Su influencia incidió en los acordes y el tipo de armonías que comenzaron a usar Lennon y McCartney, la decisión de tocar sus propias canciones, la enorme diversidad musical que evidenciaron sus composiciones e incluso el acceso a la marihuana. Fue Woodbine quien gestionó la contratación de Los Beatles en Hamburgo y los acompañó. Una foto histórica muestra a Los Beatles (sin John que no deseaba sacarse una foto en un monumento a la guerra) camino a Hamburgo, en un memorial de guerra holandés, junto a Woodbine, Williams y la esposa de este último. Una de las canciones de Los Beatles en las que más claramente se nota la influencia negra es «Ob-La-Di, Ob-La-Da», titulada con una palabra nigeriana cuyo significado es "la vida continúa", e inspirada en el calypso.

## El Café Casbah

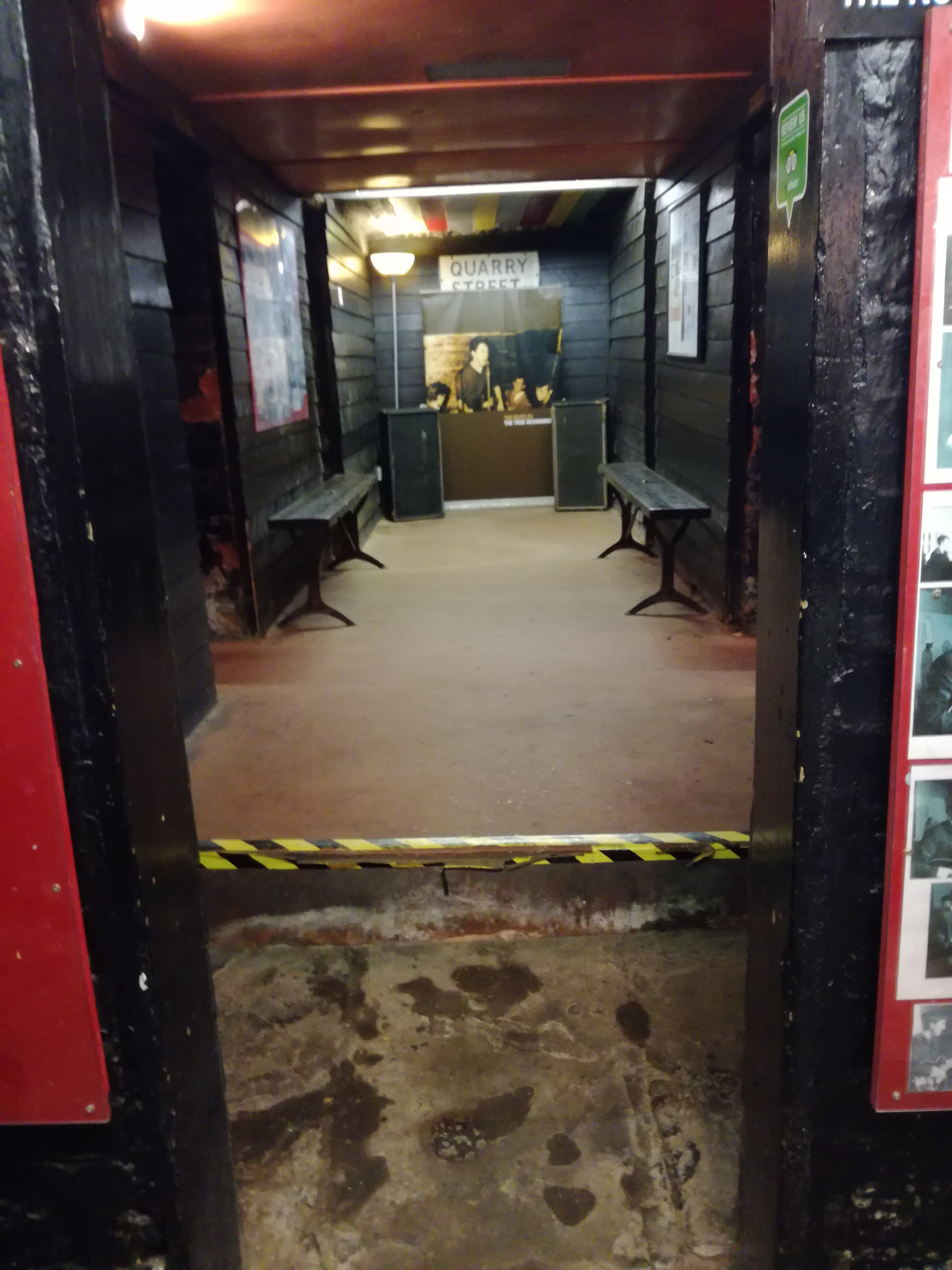
Lugar del The Casbah Coffee Club donde Los Quarry Men realizaron su presentación en la inauguración del club.

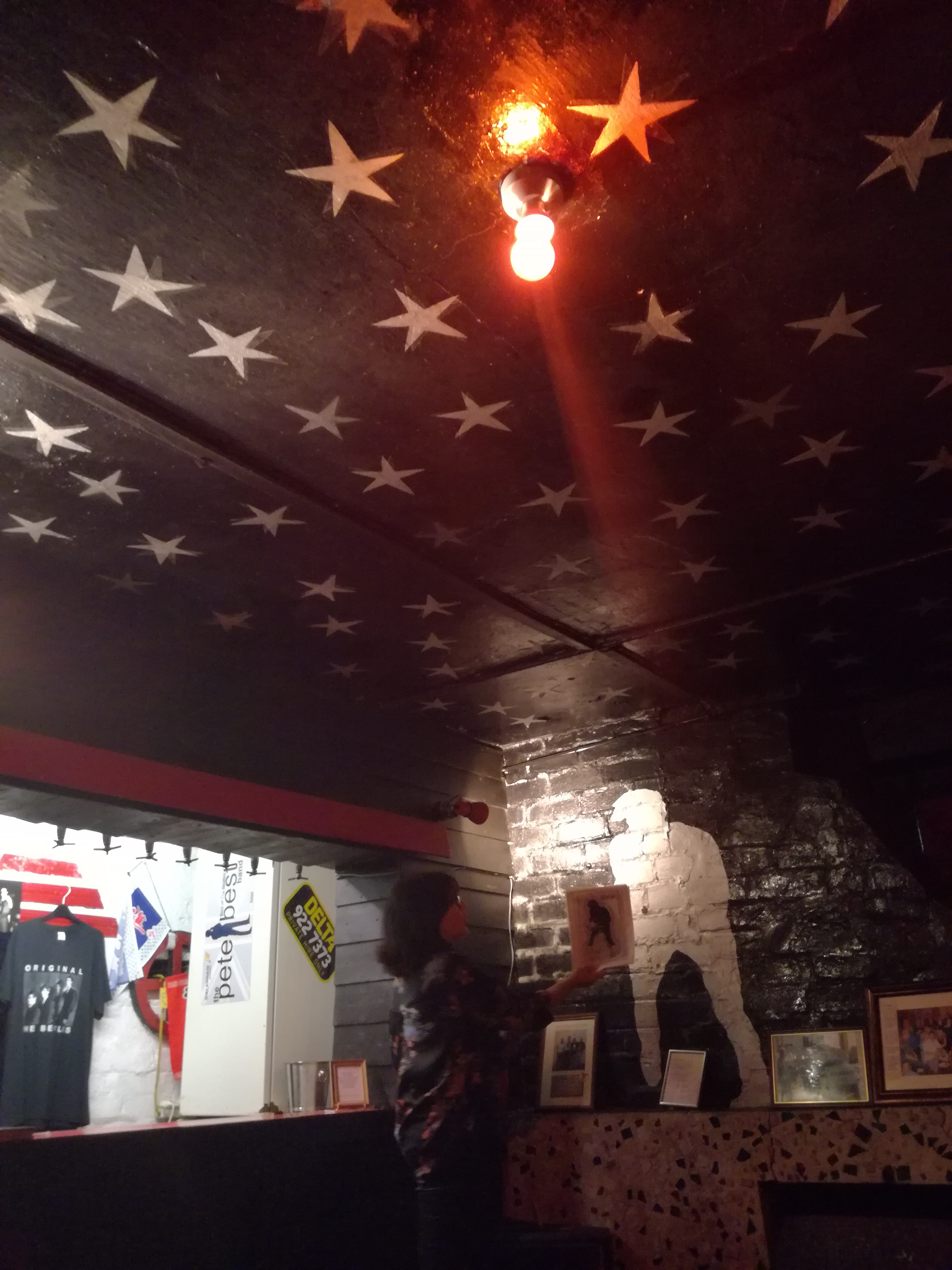
Las estrellas del techo fueron pintadas por John Lennon y la silueta de John en blanco fue pintada por su novia Cynthia Powell.

Luego de una impassede seis meses, cuando la banda se había disuelto virtualmente, Los Quarry Men volvieron a presentarse como tales en público, debido a una causa fortuita. Mona Best -madre de Pete Best quien luego resultaría el primer baterista de Los Beatles-, había decidido abrir un café musical para adolescentes en el sótano de su casa llamado The Casbah Coffee Club. Para ello contrató al Cuarteto de Les Stewart, al que pertenecía George Harrison, junto a Ken Brown y Jeoff Skinner. Pero a último momento, una pelea interna de la banda, provocó la negativa de Stewart y Skinner para tocar allí, poniendo en riesgo la inauguración prevista para el 29 de agosto de 1959. De urgencia entonces, Harrison recurrió a Lennon y McCartney para completar el cuarteto, presentándose bajo el nombre de The Quarry Men, con Ken Brown como cuarto miembro. Aprovechando las habilidades artísticas de los jóvenes, Mona Best los convenció para pintar el sótano, con arañas, dragones, símbolos aztecas, estrellas y arcos iris, que aún pueden verse intactos en el lugar.
En ese momento The Quarry Men quedó integrado así:
- John Lennon (guitarra rítmica y voz)
- Paul McCartney (guitarra rítmica y voz)
- George Harrison (primera guitarra)
- Ken Brown (guitarra rítmica)

Luego del éxito de su primera noche, Mona accedió a que The Quarrymen fuera su banda residente. Tocaron en una serie de siete sábados consecutivos por 15 chelines por noche, sin ningún baterista, y solo con un pequeño micrófono conectado a un sistema de PA local. En su primera noche allí, tuvieron aproximadamente 300 espectadores, la mayoría, adolescentes. Como no había amplificadores adecuados, Lennon persuadió a Mona para que accediera a dejar tocar a un joven aprendiz de guitarra llamado Harry antes de la presentación de la banda. De este modo, podían disponer de su amplificador.
Al llegar octubre Los Quarry Men se aprestaron a realizar su séptima presentación, pero Brown se encontraba con gripe y no estaba en condiciones de tocar, razón por la cual Mona lo envió a una de las habitaciones de la casa para que se metiera en la cama. Cuando llegó el momento del pago, Lennon, McCartney y Harrison pretendieron cobrar también la porción que le correspondía a Brown, que no había tocado. Debido a que Mona se opuso a ello, los tres jóvenes se enojaron y dieron por terminado el acuerdo con el Casbah.

## Segundo concurso de Carroll Levis

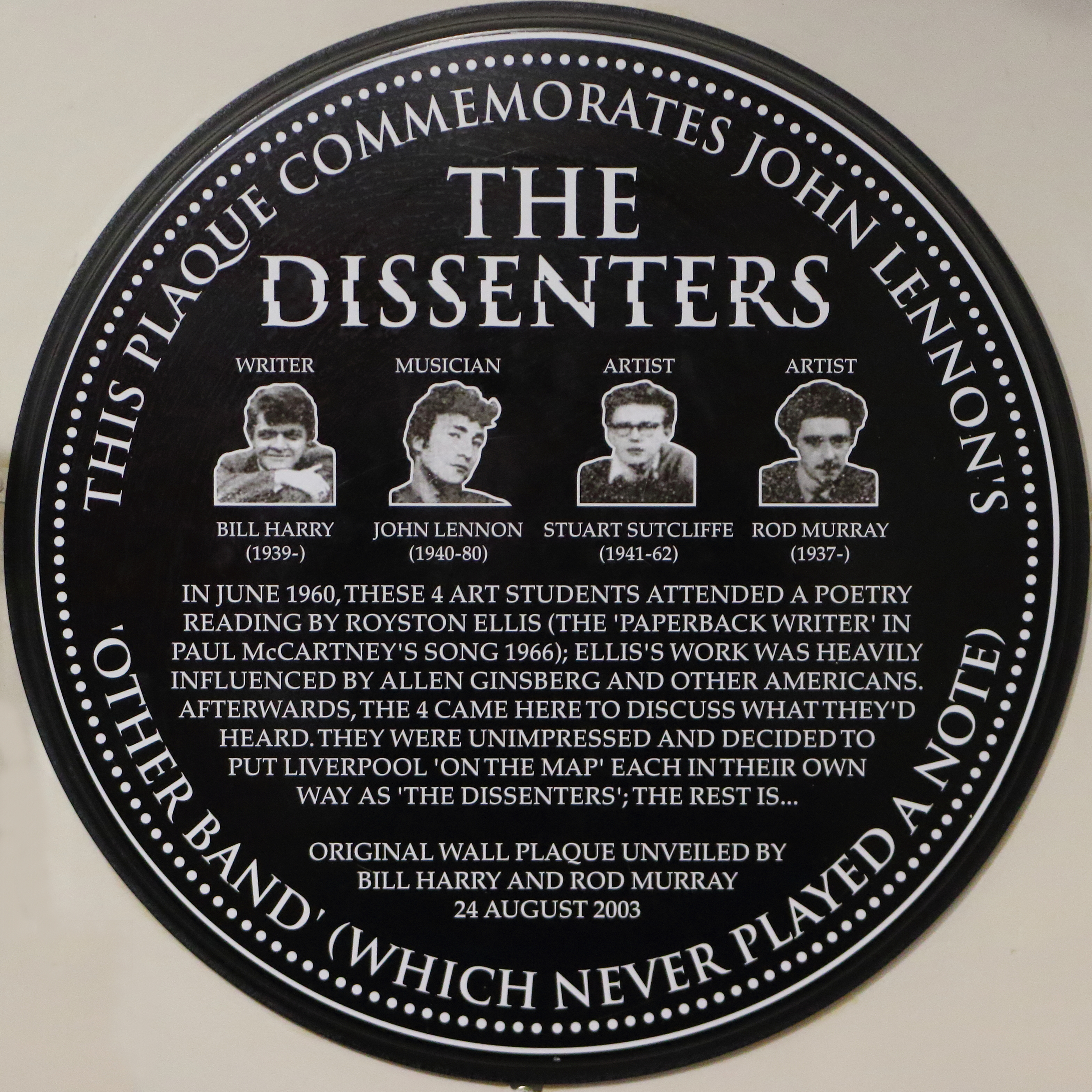
Placa conmemorativa de The Dissenters (Los Disidentes) integrado por John Lennon, Bill Harry, Stuart Sutcliffe y Rod Murray. Ubicado en el pub Ye Cracke, Liverpool, Georgian Quarter.

En octubre la banda volvió a anotarse en la competencia de talentos organizada por Carroll Levis para su programa de televisión, llamado Star Search. Esta vez se inscribieron bajo el nombre de Johnny and the Moondogs, integrada por Lennon, McCartney y Harrison. Luego de pasar la audición de prueba en el Liverpool Empire Theatre el 18 de octubre de 1959, participaron en final de Liverpool, también realizada en el Empire. Aun cuando no ganaron, fueron seleccionados para participar en la etapa regional,  que se realizó en el hipódromo de Mánchester, el domingo 15 de noviembre de 1959. Según Ray Ennis, el proceso de inscripción para tocar en Mánchester tomó todo el día debido a la cantidad de músicos que habían concurrido. La banda tocó la canción de Buddy Holly «Think It Over». Como el último autobús o tren que llevaba a Liverpool pasaba por allí a las 21:47 y a las 21:20 todavía quedaban doce grupos por presentarse, el trío tuvo que irse. Mientras caminaban, Lennon vio una guitarra eléctrica por el camino, y, como no tenía una, decidió recogerla. Más tarde comentaría que el viaje "no fue un total desperdicio".
Entre enero y mayo de 1960 John, Paul y George grabaron otro disco en el estudio de Percy Phillips, que incluía «One After 909», uno de los primeros temas compuestos por John Lennon. De este último disco no existen rastros.
El sábado 23 de abril de 1960, Lennon y McCartney se presentaron juntos como The Nerk Twins, en un pequeño pub llamado Fox and Hounds —aún existente—, en Caversham, en la ciudad de Reading. La famosa pareja se presentó dos veces ese día, con guitarras acústicas y sin micrófono, pero su acto solo fue presenciado por tres personas borrachas.
Lennon, junto a su amigo Bill Harry, Stuart Sutcliffe y Rod Murray, conocieron al poeta Royston Ellis en la universidad de Liverpool y luego se encontró con él en un café. Harry propuso formar un cuarteto artístico, con los hombres ya mencionados, llamado The Dissenters (Los Disidentes).

## De Quarrymen a Beatles
A comienzos de mayo de 1960 Lennon y McCartney convencieron a Stuart Sutcliffe de que comprara un bajo eléctrico con dinero que él había ganado en la exhibición de arte John Moore y se uniera a The Quarry Men. Sutcliffe no tenía ningún conocimiento como músico, ni le interesaba serlo, pero influyó decisivamente en la imagen y los aspectos estéticos de la banda, fundamentalmente cuando ya eran Los Beatles.
Los Quarry Men quedaron integrados por:
- John Lennon (guitarra rítmica y canto)
- Paul McCartney (guitarra rítmica y canto)
- George Harrison (primera guitarra)
- Stuart Sutcliffe (bajo)

En mayo de 1960 Allan Williams, el propietario de El Jacaranda, se convirtió en representante del grupo. Ese mismo mes arregló la contratación de John, Paul,  George y Sutcliffe, para acompañar al cantante Johnny Gentle como banda de apoyo, en una gira de una semana por Escocia, integrada también por el baterista Tommy Moore. Los músicos se presentaron como "Johnny Gentle y Su Grupo" y adoptaron nombres artísticos humorísticos: Paul se llamó "Paul Ramon", John se llamó "Long John", George se llamó "Carl Harrison" y Sutcliffe se llamó "Stuart de Staël". Realizaron siete recitales, entre el 20 y el 28 de mayo. La gira por Escocia fue considerada por la banda como el inicio de su carrera como músicos profesionales.
En la primera mitad de 1960 aparecería el nombre definitivo de la banda. The Quarry Men había mostrado ser un nombre precario, siendo reemplazado por otros nombres como «Johnny and the Moondogs» (Johnny y los Perros Lunares).
La versión tradicional sobre el surgimiento del famoso nombre sostiene que la iniciativa partió de Stuart Sutcliffe, íntimo amigo y compañero de habitación de John Lennon que en enero de 1960 se había unido al grupo como bajista. Siempre según la versión tradicional, Sutcliffe y Lennon se encontraban solos cuando empezaron a pensar nombres para la banda, a partir de la admiración que sentían por Buddy Holly, cuyo grupo se llamaba The Crickets («Los Grillos»). Luego de pasar por diferentes tipos de insectos, Sutcliffe propuso «The Beetles» («Los Escarabajos»), y Lennon por su parte, aportó un decisivo juego de palabras, cambiando la sílaba "beet", por "beat", que en inglés suenan igual, en referencia al movimiento beat liverpulense que integraba la banda.
El 6 de julio de 1961, John Lennon escribió una biografía humorística para el primer número del periódico Mersey Beat, de su amigo Bill Harry. Allí John dice:

Muchas personas preguntan ¿qué son Beatles? ¿Por qué Beatles? Ugh, Beatles, ¿cómo surgió el nombre? Así que se lo diremos. Surgió en una visión – un hombre apareció en un pastel flameante (flaming pie) y les dijo 'Desde este día en adelante ustedes son Beatles con una 'A'. Gracias, señor hombre, ellos le dijeron, agradeciéndole.
John Lennon

En 1997 Paul McCartney compondría una canción y nombraría su noveno álbum de estudio, precisamente con el título Flaming Pie.
Décadas después surgieron dos versiones alternativas sobre el origen del nombre The Beatles. La primera proviene de George Harrison que sostuvo que fue tomada de la película The Wild One (El Salvaje), protagonizada por Marlon Brando, aunque la versión es discutible porque dicha película estuvo prohibida en Gran Bretaña hasta 1968. La segunda versión pertenece al poeta Royston Ellis, amigo de la banda y perteneciente al movimiento beat. Según Ellis, una noche de junio de 1960, se encontraba pasando el rato con Lennon y Sutcliffe, cuando surgió la cuestión del nuevo nombre de la banda. John entonces le respondió que se llamaría "The Beetles", deletreando la palabra con dos "E", significando Los Escarabajos". Ellis, que pertenecía al movimiento beat y se identificaba con los beatniks, propuso entonces el célebre cambio de la letra "E", por la letra "A". Ellis relató también que ese día él había cocinado un pollo que se prendió fuego, hecho que habría dado origen al relato de John Lennon, sobre el "hombre que apareció sobre un pastel flameante" para darles el nombre de la banda.
Durante la primera mitad de 1960, el grupo alternó diferentes versiones del nombre: «The Beetles», «The Silver Beetles», «The Beatals», «The Silver Beets», «The Silver Beatles» y «Long John and the Silver Beetles».
Finalmente, en agosto se decantaron por «The Beatles», reclutaron como baterista a Pete Best -hijo de Mona Best, la dueña de The Casbah- y partieron para Hamburgo el 16 de agosto de 1960, junto a Lord Woodbine, contratados como banda residente de uno de los cabarés de aquella ciudad portuaria. Dos años después, el proceso musical que iniciaron Los Quarry Men en 1956, desembocaba en la beatlemanía y en la banda más influyente de la historia de la música.

## Segunda etapa (1994 al presente)

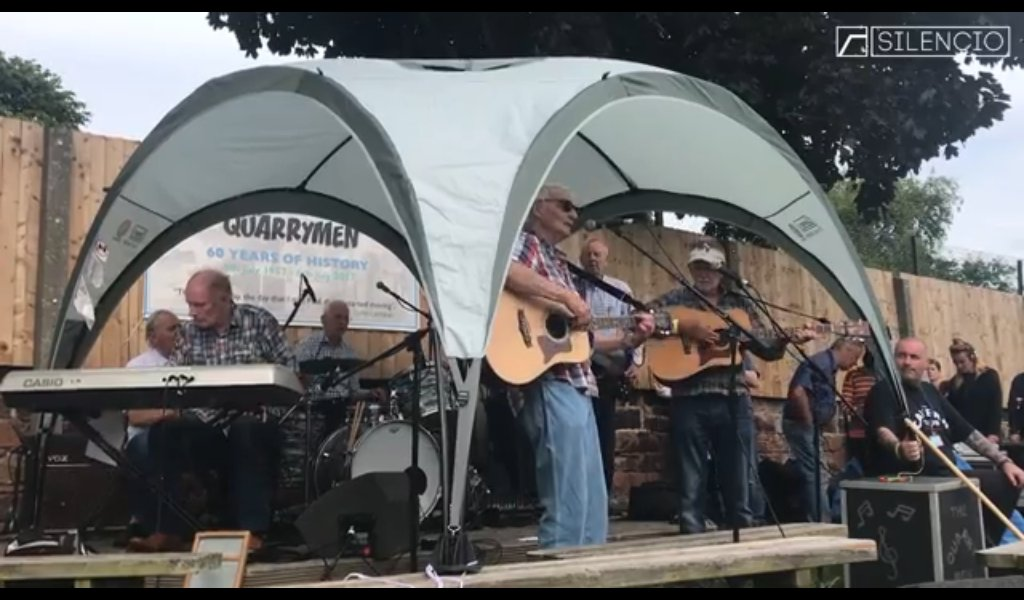
The Quarrymen actuando en St. Peters Church, Woolton, Liverpool, en el 60.º aniversario del encuentro entre John Lennon y Paul McCartney, en el mismo lugar en que habían tocado en 1957.

Los Quarrymen, integrados por Rod Davis y John Duff Lowe, se reunieron entre 1992 y 1994, lanzando un álbum titulado Open for Engagements.
El 16 de enero de 1997 The Cavern, que había sido reabierta en 1984, celebró su 40.º aniversario con una gran fiesta conmemorativa. En esa ocasión se inauguró la estatua de John Lennon en Mathew Street y la pared de ladrillos con el nombre inscripto de cada uno de los 1.801 artistas que habían actuado en su escenario hasta ese momento. Entre los principales invitados se encontraban los miembros originales de los Quarry Men. La mayoría de ellos no habían vuelto a tocar sus instrumentos y varios de ellos no se habían vuelto a ver desde la década de 1950. A pesar de ello, en esa ocasión improvisaron una breve actuación, ayudados por otros músicos.
El reencuentro en The Cavern los impulsó a reunir a miembros históricos de la banda, para realizar un concierto conmemorativo del 40.º aniversario de la presentación de Los Quarry Men el 6 de julio de 1957, en la Iglesia de San Pedro de Woolton, día en que se encontraron John y Paul. El recital contó con la adhesión de Paul McCartney, Yoko Ono Lennon, George Martin, Cynthia Lennon, la reina y el primer ministro Tony Blair. La formación de la banda ese día fue:
- Len Garry (guitarra y primera voz)
- Rod Davis (guitarra y voz)
- Colin Hanton (batería)
- Pete Shotton (bajo de cofre de té y tabla de lavar)
- Eric Griffiths (guitarra)

Un video casero, difundido por el sitio Beatlesatstpeters, registró el recital.
La nueva reunión de Los Quarrymen fue recibida con mucho interés por la prensa, los fanes de Los Beatles y gente de todo el mundo en general, impulsando a la banda a mantenerse unida. A la fecha (2018), The Quarrymen ha permanecido activa durante 21 años, dando recitales en diversas partes del mundo. Desde entonces han lanzado también tres álbumes en CD, Get Back Together (1997), Songs we remember (2004) y Grey Album (2012). 
En 2005 falleció Eric Griffiths y en 2017 falleció Pete Shotton. La formación de la banda en 2018 era:
- Len Garry (guitarra y primera voz)
- Rod Davis (guitarra y voz)
- Colin Hanton (batería)
- John Duff Lowe (piano)
- Chas Newby (bajo)